# Moszkvai metró
A moszkvai metró (oroszul: Московский метрополитен / Moszkovszkij Metropoliten vagy Московское метро / Moszkovszkoje Metro, teljes orosz nevén Goszudarsztvennoje Unyitarnoje Predprijatyije Moszkovszkij Metropoliten) Oroszország fővárosának 16 vonalból álló metróhálózata. 2025-ig 17 vonal alkotta, azonban ekkor az egysínű vasút megszűnt. A hálózat első vonalának átadására 1935. május 15-én került sor, ez a Szokolnyicseszkaja (1-es) vonal Szokolnyiki–Park Kulturi szakasza volt. A hálózat neve 1957–1992 között Moszkovszkij Metropoliten Imenyi V. I. Lenyina (magyarul: Moszkvai V. I. Lenin Metró) volt. A hálózat jelenlegi hossza 525,8 km, ezzel Oroszország legnagyobb metróhálózata. A moszkvai metrót a Moszkovszkij Metropolityen vállalat üzemelteti.
A világ egyik legnagyobb és egyik legforgalmasabb metróhálózata, Moszkva egyik fő turisztikai látványossága, ugyanis híres a szocialista realizmus szellemében díszített állomásairól.
Építésekor fontos szempont volt a szocializmus felsőbbrendűségének demonstrálása, illetve hogy egy esetleges háború esetén óvóhelyként lehessen használni. Ez utóbbira a második világháborúban sor is került.

## Története

### Előzmények, a metró története a második világháborúig

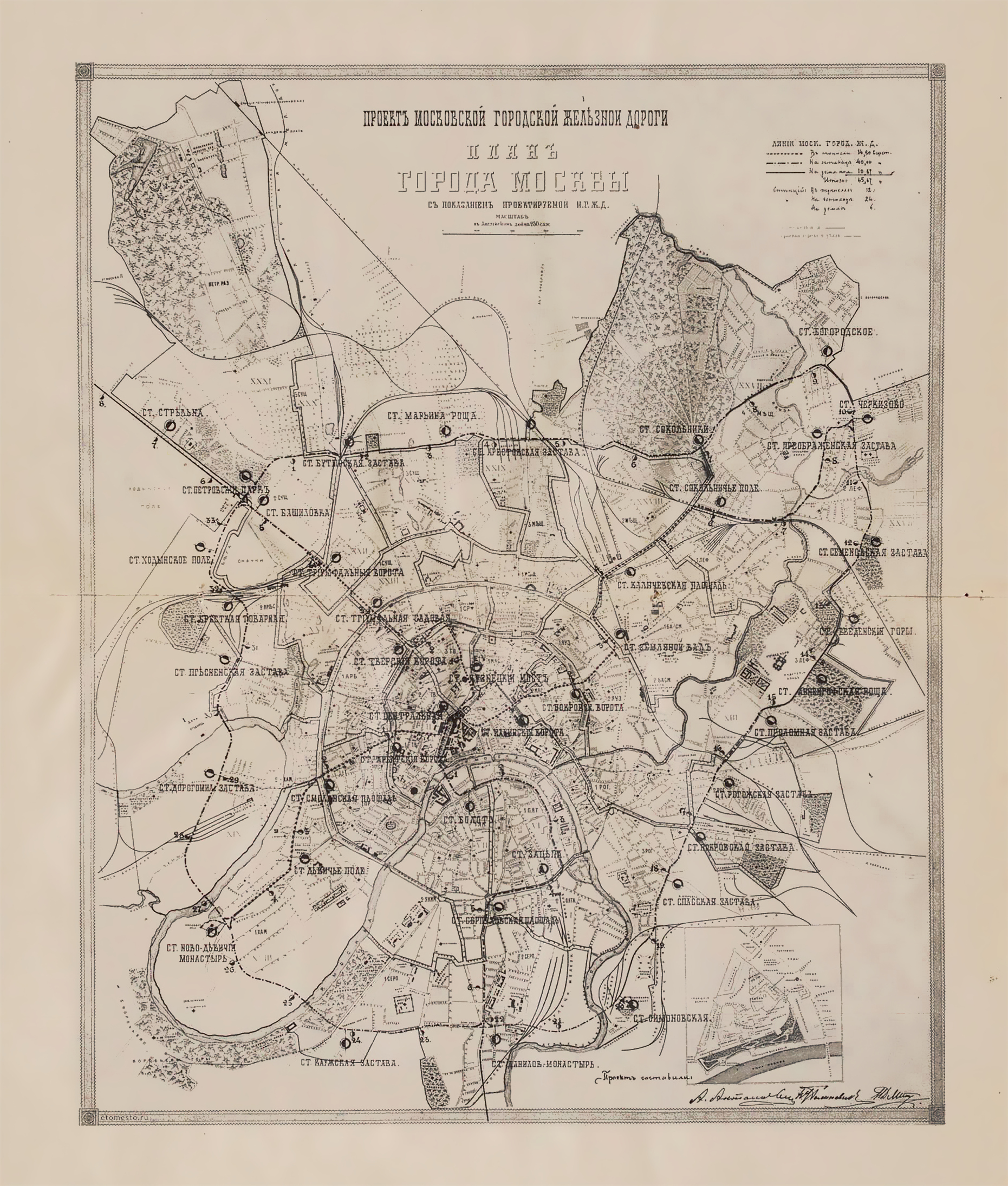
A metróhálózat 1902-es terve

A moszkvai metró építésének ötlete először az 1870-es években merült fel, az 1863-ban megnyílt londoni metró mintájára. Az első konkrét terv a 20. század elején készült el, ez egy észak-déli vonalat tartalmazott, ami több belvárosi teret, köztük a Vörös teret is érintett volna. Ezt a tervet a városi Duma elvetette, részben a magas költségek (155 millió rubel) miatt, részben pedig mert az útvonal menti lakóházakat le kellett volna bontani. A tervezetet az orosz ortodox egyház is ellenezte, ugyanis véleményük szerint a metró zavarta volna a szent helyeket. Az 1910-es években ismét felmerült a metró építése, azonban ezt az első világháború, majd az oroszországi polgárháború kitörése miatt ismét elvetették. A metró terve 1923-ban ismét felmerült, de ekkor már az első lépések is lezajlottak: megalakult a Földalatti Vasúti Tervező Iroda, ami elvégezte az előzetes vizsgálatokat és 1928-ra elkészítette az első vonal terveit (Szokolnyicseszkaja; 1-es metró), ami Szokolnyikit és a Belvárost kötötte volna össze. Ezzel párhuzamosan a német Siemenst is megbízták a hálózat megtervezésével, ami 1925-re el is készült: a cég egy 80 km hosszú hálózatot tervezett 86 állomással. 1931 júniusában az Össz-szövetségi Kommunista (bolsevik) Párt Központi Bizottsága jóváhagyta az 1-es vonal építését. 1932 januárjában újabb vonalak terveit engedélyezték, majd 1933. március 21-én az első tíz vonalét is. A Szokolnyicseszkaja vonal munkálatai 1933-ban kezdődtek meg, 1934 végére pedig a vonal nagy része elkészült. Az első próbakocsik 1934. október 17-én közlekedtek először; a metró első utasai a szovjet kongresszus küldöttei voltak 1935 februárjában[forrás?].

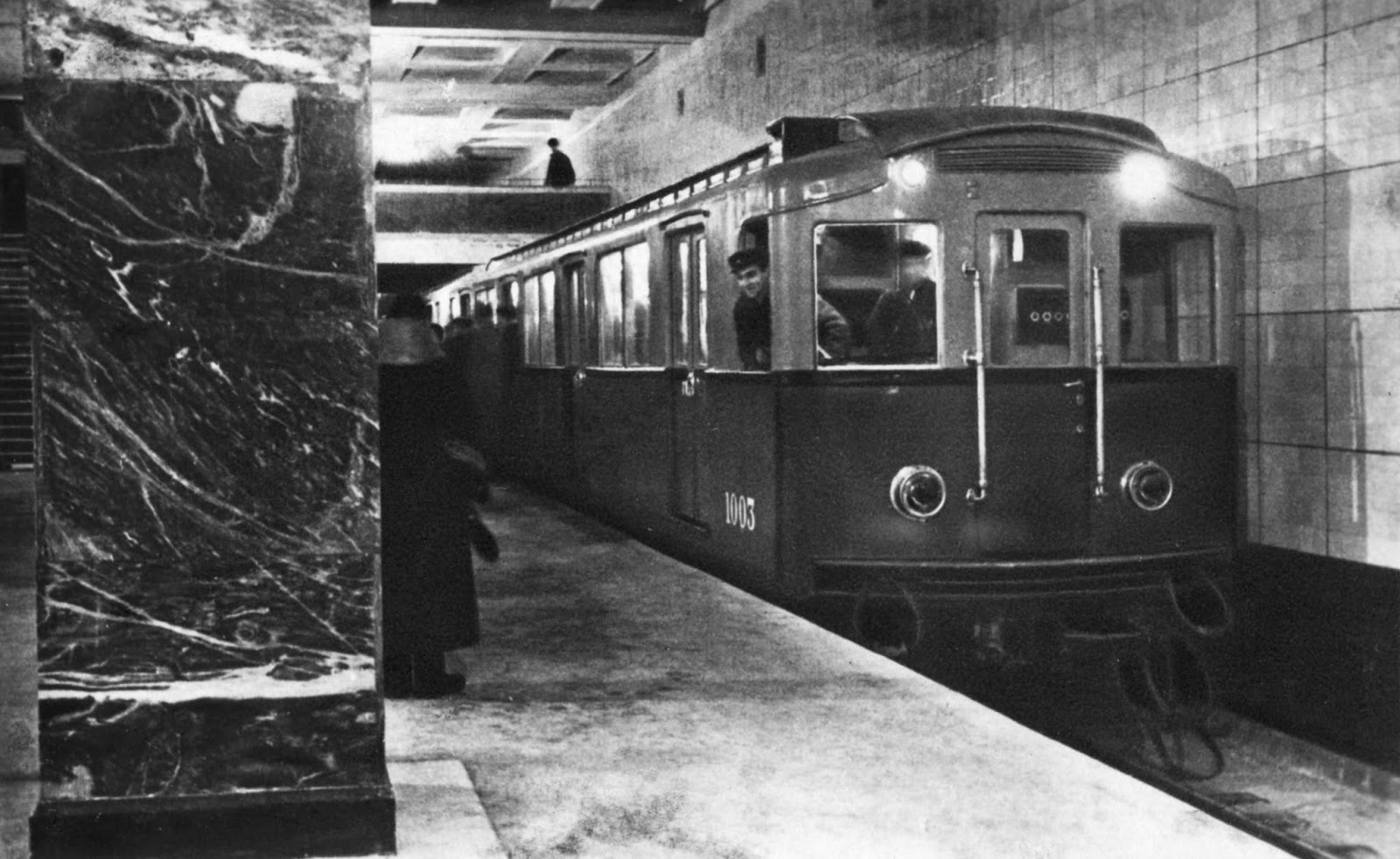
„A” típusú metrókocsi Szolonyikin

Az 1-es metró első 13 állomásának átadására 1935. május 15-én reggel 7 órakor került sor, ezzel ez lett a Szovjetunió első metróvonala. A 11 kilométer hosszú vonalon 4 kocsis szerelvényeket állítottak forgalomba, amik a legfeljebb 80 km/h sebességgel haladhattak. A vonal Szokolnyikitól indult és Ohotnij rjad állomásnál kettéágazott: innen a kocsik Szmolenszkaja és Centralnij Park Kulturi i Otdiha Imenyi Gorkovo (ma: Park Kulturi) végállomások felé közlekedtek. A becslések szerint az első napon 285 000 ember próbálta ki Moszkva első metróvonalát. Ugyanezen a napon felvonulásokat és koncerteket tartottak, ezt a napot a szocializmus ideológiai és technológiai győzelmeként ünnepelték.
1937. március 20-án a Szmolenszkaja felé vezető szakaszt a Moszkva folyót keresztezve, a Szmolenszkij Metromoszt hídon át, Kijevszkaja végállomásig hosszabbították. 1938 márciusában a kijevszkajai elágazást leválasztották az 1-es vonalról és az újonnan indult Arbatszko-Pokrovszkaja (3-as) vonalba kötötték bele. Az új vonalnak további 4 kilométernyi szakasza is épült Alekszandrovszkij Szad és Kurszkaja végállomás között. 1938 szeptemberében megnyílt a Zamoszkvoreckaja (2-es) metróvonal is Szokol és Tyeatralnaja állomások között.
A második világháború idején a metró fontos szerepet játszott a város életében, ugyanis tervezésekor fontosnak tartották, hogy egy esetleges háború idején óvóhelyként lehessen használni, erre a moszkvai csata idején, 1941 októberétől 1942 januárjáig, sor is került. Érdekesség, hogy a világháború idején Sztálin a tartózkodási helyét a Majakovszkaja állomásra helyezte át, és az 1917-es októberi orosz forradalom 24. évfordulóján (november 7-én) is itt tartotta meg a beszédét. A háború nehezítette a metróépítést, azonban a munkálatokat nem állították le: legközelebb 1943. január 1-jén adtak át új szakaszt, ekkor a 2-es vonalat Avtozavodszkaja állomásig hosszabbították, azonban ez csak egy megállós bővítést jelentett, ugyanis a közbeeső állomások (Novokuznyeckaja és Paveleckaja) átadására november 20-án került sor. 1944 januárjában a 3-as vonal az Izmajlovszkij park (ma: Partyizanszkaja) állomásig hosszabbodott, az új szakaszon az Elektrozavodszkaja állomás kivételével az összeset átadták, ez utóbbit május 15-én nyitották meg.

### Metróépítés a második világháború után

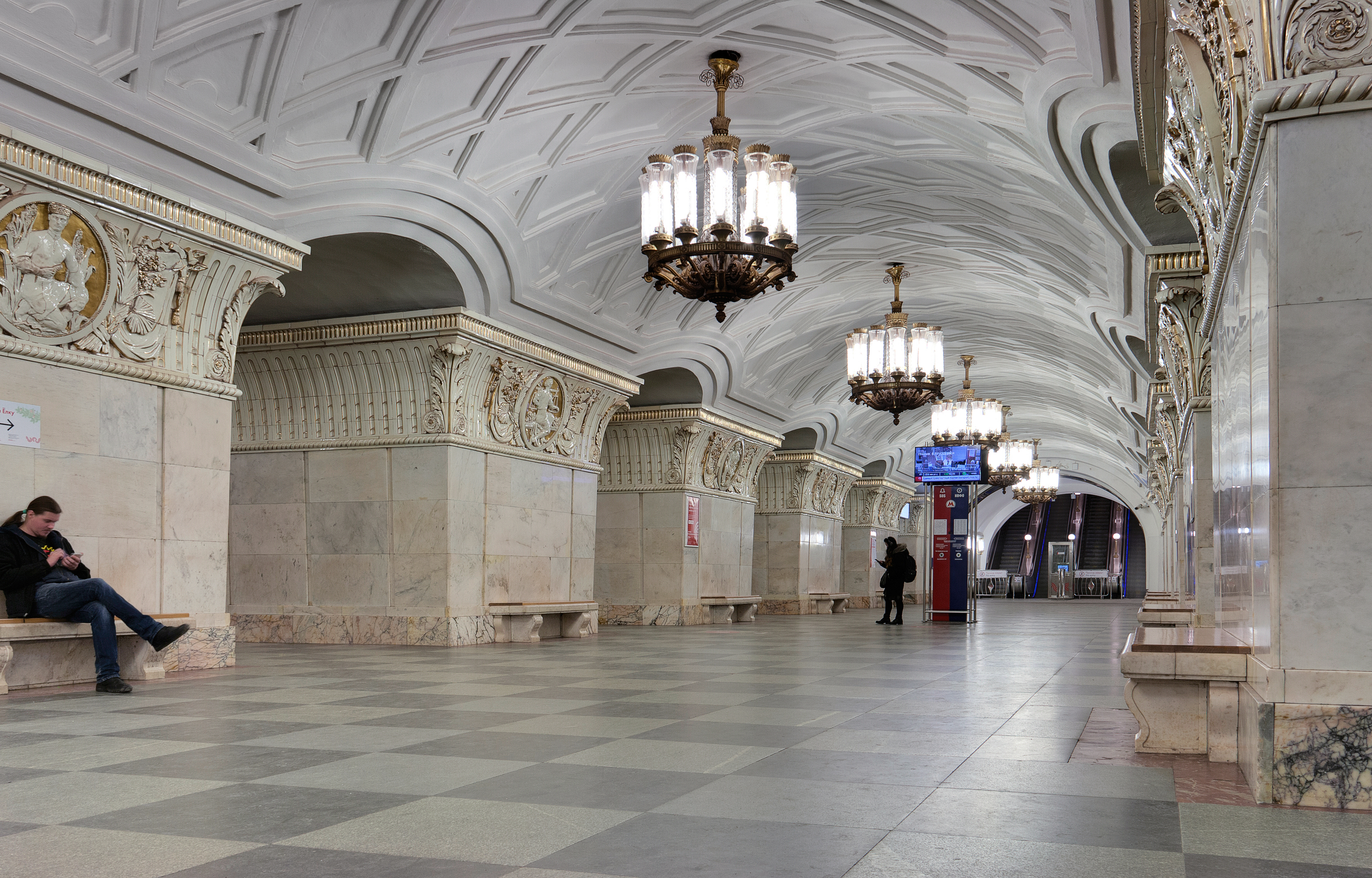
Proszpekt Mira állomás (Kolcevaja vonal)

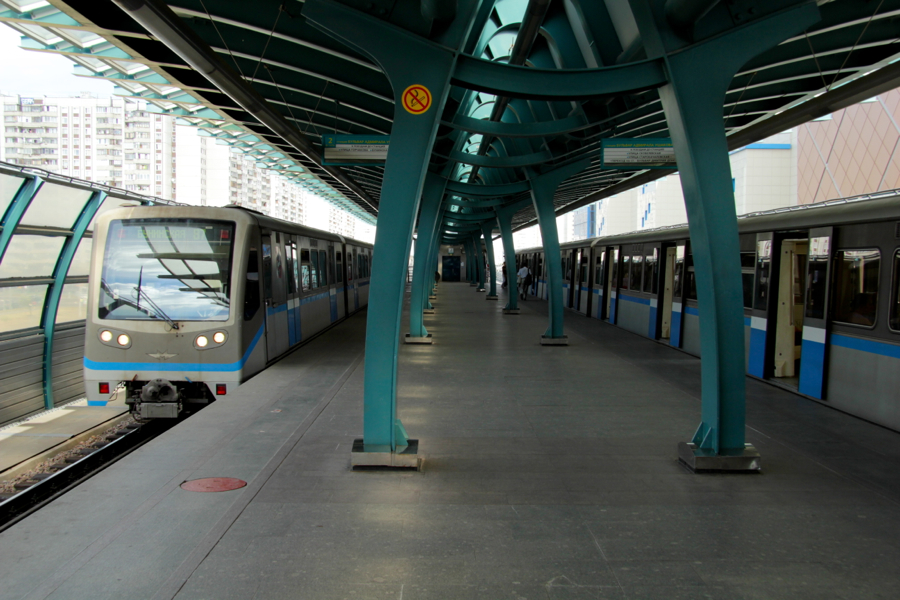
Két Ruszics a Butovszkaja vonalon

A világháború után a tervezések folytatódtak, azonban a háború után öt évig nem épült új metróvonal, mert az erőforrásokat a Szovjetunió újjáépítése emésztette fel. Ezután a megkezdődött az 5-ös (Kolcevaja) metróvonal, vagyis az első körgyűrű építése, amelynek nyomvonala a 16. századi Moszkva határán haladt volna, a Szadovoje kolco (más néven B körgyűrű) alatt. A Kolcevaja vonalat 1950. január 1-jén adták át Park Kulturi és Kurszkaja állomások között. Ezt követően a tervek módosultak, a tervezetthez képest másfél kilométerre fut a B körgyűrűtől. Ezt követően a korábbi nyomvonal tervei megváltoztak: a vonal az építések befejeztével a Kolcevaja Moszkva kilenc fejpályaudvarából hetet fog érinteni. A vonal második szakasza 1952-ben nyílt meg (Kurszkaja–Belorusszkaja), az utolsót pedig 1954 márciusában fejezték be.
Sztálin halála után az újonnan épített állomások egységes arculatot kaptak: Nyikita Hruscsov, az SZKP akkori titkára, a takarékosság mellett döntött, így az 1960-as években létesített állomások szinte teljesen azonosak kinézettel épültek meg, csupán a márványok és a kerámialapok színei miatt különböztek egymástól. Ez a megoldás nem vált be, ugyanis az olcsó kerámialapok egy idő után, a metró okozta rezgés miatt, elkezdtek lehullani a falakról. Ezeket azonban nem tudták mindig azonos színűvel pótolni, ami végül odavezetett, hogy egyes állomások falai tarka mintázatúak lettek. A Hruscsov által bevezetett takarékosság egészen az 1970-es évek közepéig állt fent, amikor ismét szocreál stílusú állomásokat kezdtek el építeni.
1958-ban két új vonalat adtak át: az egyik a Filjovszkaja (4-es) vonal Alekszandrovszkij Szad és Kijevszkaja közötti szakasza volt. Érdekesség, hogy az Alekszandrovszkij Szad és a Szmolenszkaja közötti vonalrészt eredetileg 1935-ben nyitották meg, a Szokolnyicseszkaja (1-es) vonal részeként. Ezt a szakaszt 1938-ban leválasztották az 1-es vonalról és az akkor átadott 3-as vonalhoz csatolták, majd 1953-ban a 4-es vonal építése miatt a 3-ast az új Partyizanszkaja–Pervomajszkaja szakaszra terelték, így öt évig nem használták. A másik, ebben az évben átadott vonal a Kaluzsszko-Rizsszkaja (6-os) Proszpekt Mira–VDNH szakasza volt.
A Szovjetunió megszűnéséig (1991) folytatódott a metróépítés, ez idő alatt három új vonalat adtak át (1966: 7-es; 1979: 8-as; 1983: 9-es), a hálózat hossza pedig az 1958-as állapothoz képest háromszorosára növekedett. 1992-től lelassult az építkezés, ugyanis Moszkva inkább a közúti fejlesztésekbe fektetett be, viszont a gazdasági válság, és az ebből eredő pénzhiány ellenére, a hálózat az ezredfordulóig további 24,1 kilométerrel hosszabbodott meg. Összevetésként: az 1960-as években 56, a ’70-es években közel 53, a ’80-as években pedig 39 kilométernyi szakaszt építettek. A ’90-es években épült szakaszokból 17,5 kilométert az 1995-ben megnyitott 10-es vonal kapott. Ugyanebben az évben a 2-es metró Kasirszkaja–Kahovszkaja szakaszát leválasztották és a 11-es (2016-tól 11A) vonalhoz csatolták, ezzel máig ez Moszkva legrövidebb metróvonala (3,3 km).
A 2000-es évek elején nyilvánvalóvá vált, hogy az eddigi hálózat – beleértve tervezett vonalakat – nem szolgálja ki jól az érintett lakóövezeteket, emiatt többszázezer moszkvai lakos kérvényezte, hogy találjanak egy olcsóbb, költséghatékony, és gyors megoldást a régiók bekapcsolására: ennek eredménye lett az L1-es (ma 12-es), más néven Butovszkaja metróvonal, ami Moszkva első könnyűmetrójaként 2003-ban indult el az Ulica Sztarokahalovszkaja és a Bunyinszkaja Alleja állomások között. A Butovszkaja, bár eltér a nehézmetróktól, de műszakilag is a metróhálózat része: a többi vonalhoz hasonlóan széles (1520 mm) nyomtávú, áramellátása harmadik sínen keresztül történik, Ruszics metrókocsik közlekednek rajta – ezen kívül ilyen szerelvények még a 3-as és 4-es vonalon járnak – és csak annyiban tér el a nehézmetróktól, hogy emelt – és egy rövid szakaszon kéregvezetésű – pályán halad, befogadóképessége kevesebb és az állomásközök is rövidebbek.

### Az egysínű vasút és a középső körgyűrű

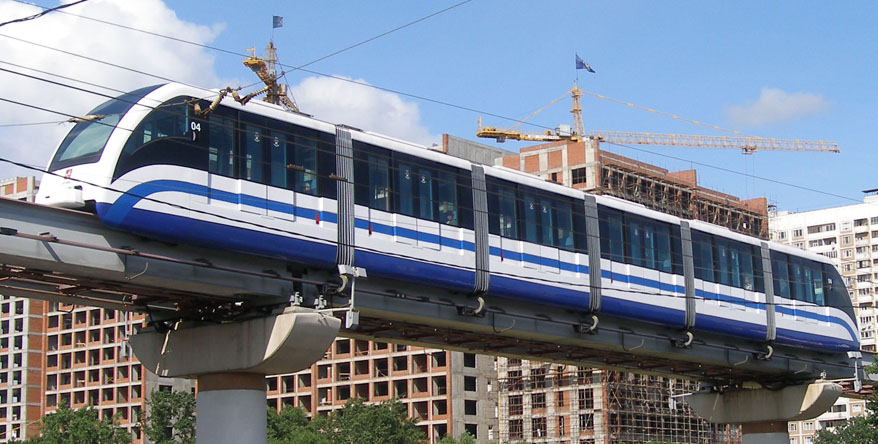
Intamin P30, a 13-as vonalon közlekedő járműtípus, 2007-ben

2004. november 20-án megnyílt az moszkvai egysínű vasút, hat állomással, 4,7 km hosszan. A kezdetekben 10 és 16 óra között közlekedett, 30 percenként, és a felszállás csak az Ulica Szergeja Ejzenstejna állomáson volt engedélyezve, a többi állomáson csak leszállni lehetett. Ez november 29-én megváltozott, ugyanis engedélyezték a felszállást a vonal másik végállomásán Tyimirjazevszkaja állomáson is. 2006-tól már a közbeeső négy állomáson is fel lehetett szállni. Egy utazásért egy felnőttnek 50 rubelt, egy diáknak ennek a felét kellett fizetnie, a 6 éven aluliaknak pedig ingyenes volt az utazás, de később már 7 éves korig is ingyenesen lehetett használni. 2008-ban a jegyárak kevesebb mint a felére csökkentek (50-ről 19 rubelre), 2012-ben pedig kiterjesztették a tömegközlekedés jegyárait erre a vonalra is, azonban ezt a járatot bérletekkel nem lehetett igénybe venni. 2013-tól a metrójegyek érvényesek erre a járatra is, az átszállás pedig a metrók és az egysínű között ingyenes a jegy érvényesítésétől eltelt 90 percen belül. 2016-tól hivatalosan is a moszkvai metróhálózat 13-as vonalaként tartják számon.

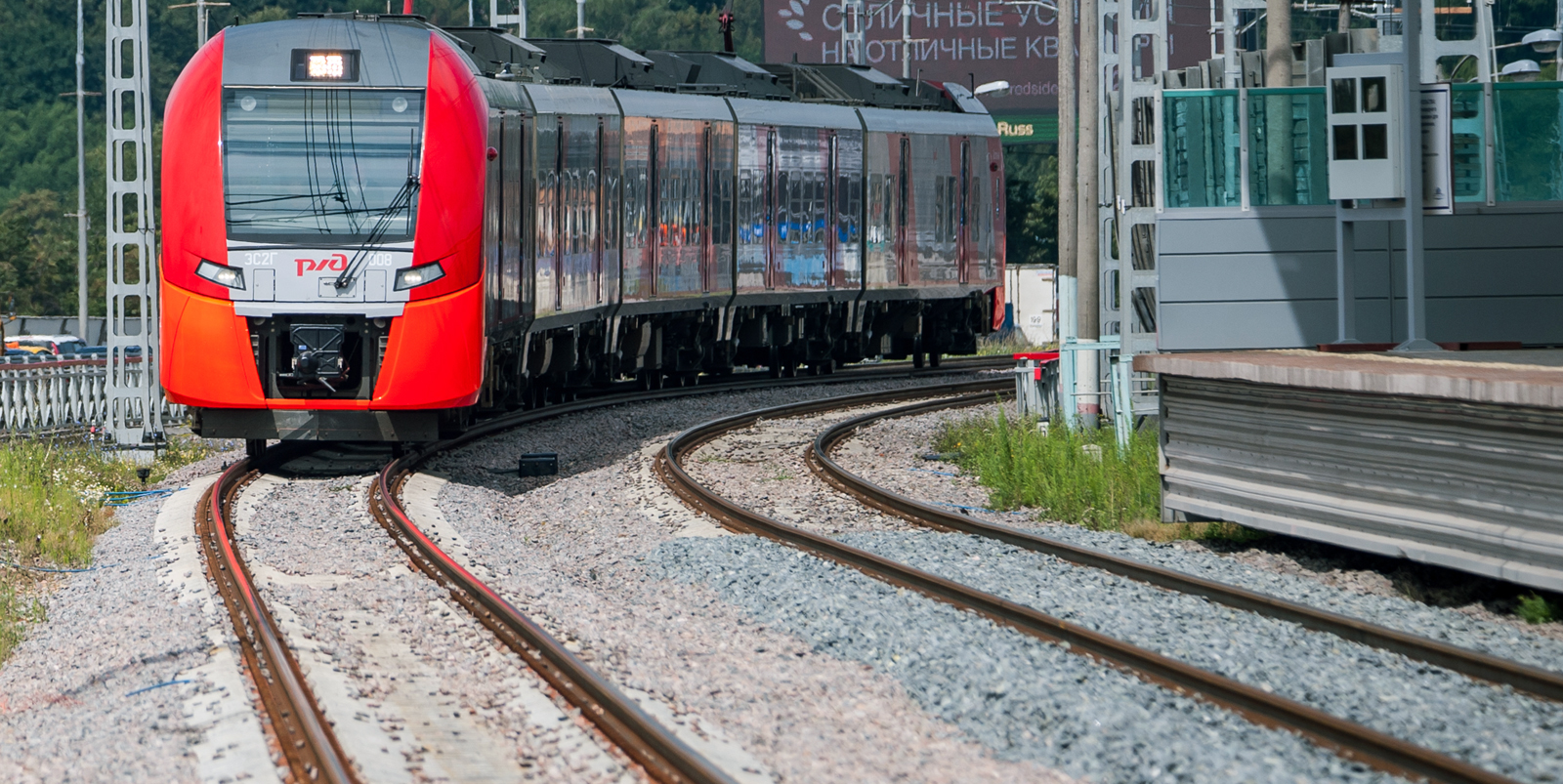
Siemens ES2G Lasztocska próbafutáson, 2016-ban

2012-ben megindult a kis moszkvai körgyűrű elővárosi vasúttá átépítése, vagyis megkezdődött az 54 kilométer hosszú 14-es vonal, más néven a központi körgyűrű építése. 2016 májusában megindult a próbaüzem, először a Kanatcsikovo–Lihobori szakaszon, majd július elején a teljes vonalon. Megnyitására 2016 szeptemberében került sor, ekkor 26 állomást adtak át, ezt november 8-ig még további öt követte. Jellegét tekintve a vonal a német S-Bahnhoz hasonló, áramellátása pedig a metrókkal ellentétben felsővezetéken át történik és villamos-motorvonatok közlekednek rajta (Lasztocska). A 14-es vonal integrálva van a metró viteldíjába; útvonala során 10 metróvonalat érint, bár a legtöbb metróvonal állomását hosszabb ideig tartó gyaloglással lehet megközelíteni, ugyanis a központi körgyűrű állomásai nem közvetlenül a metróállomásoknál helyezkednek el, van olyan is, hogy bár átszállásként jelzik, de pl. a 14-es Ugresszkaja és a 7-es metró Volgogradszkij Proszpekt állomása között több mint egy kilométernyi távolság van. A központi körgyűrűt alvállalkozóként az Oroszországi Vasutak (RZSD) üzemelteti.
Állomások számaÉv0501001502002503001935194819611974198720002013(1) Szokolnyicseszkaja(2) Zamoszkvoreckaja(3) Arbatszko-Pokrovszkaja(4) Filjovszkaja(5) Kolcevaja(6) Kaluzsszko-Rizsszkaja(7) Taganszko-Krasznopresznyenszkaja(8) Kalinyinszko–Szolncevszkaja(9) Szerpuhovszko-Tyimirjazevszkaja(10) Ljublinszko-Dmitrovszkaja(11A) Kahovszkaja(11) Bolsaja Kolcevaja(12) Butovszkaja(15) Nyekraszovskaja(16) Troickaja

## Állomások, építészet
A metró állomásai különböző korszakokat tükröznek, és ennek megfelelően teljesen más az építészetük. Számtalan állomás épült a szovjet klasszicizmus idején, Sztálin uralma alatt. Ezek közül néhány rendkívül részletgazdagon van kidekorálva, és turisztikai vezetésen különös látványosságként tartják számon, a főként külvárosi megállók ebből a korból inkább egy egyszerű megjelenést nyújtanak.

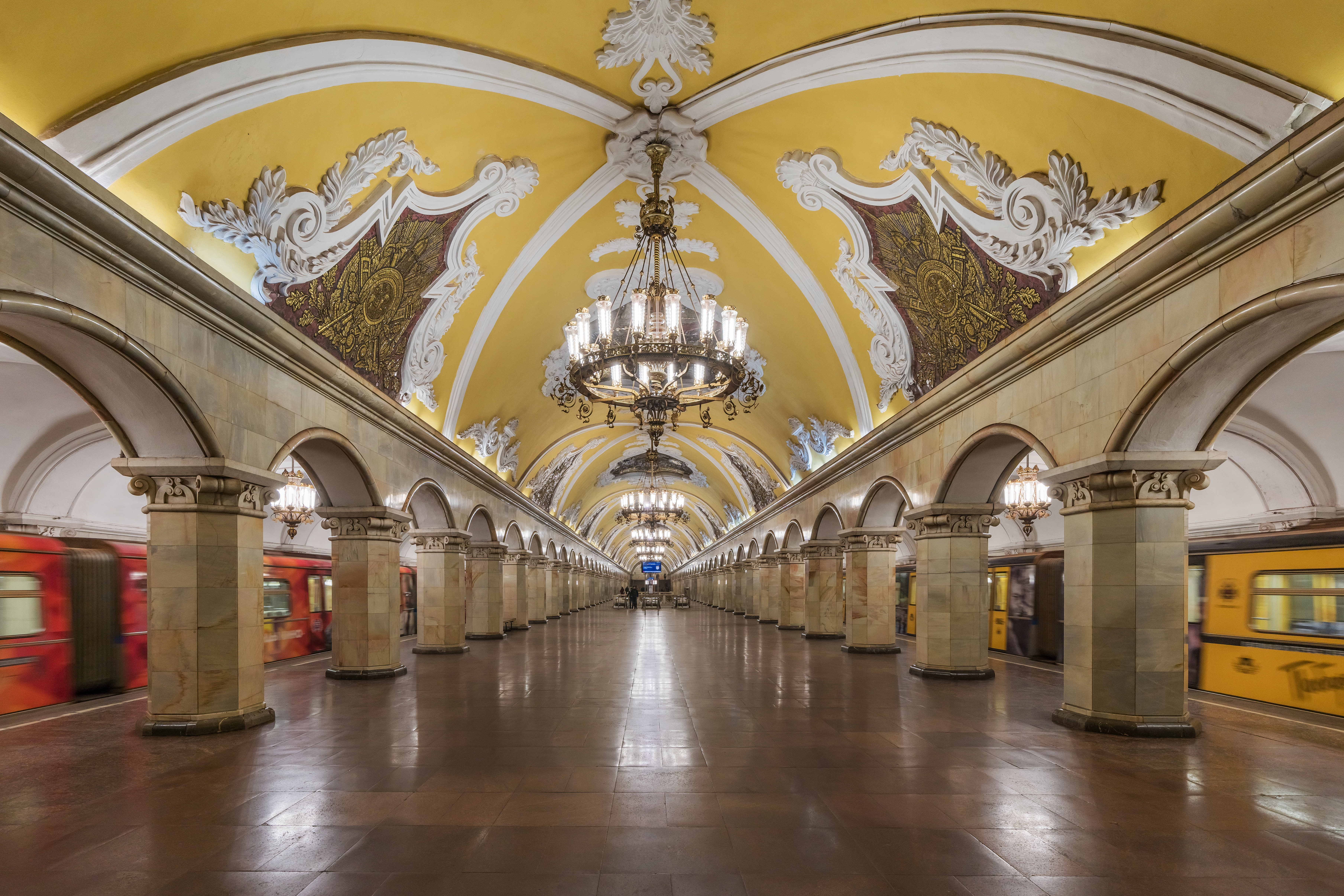
Komszomolszkaja állomás
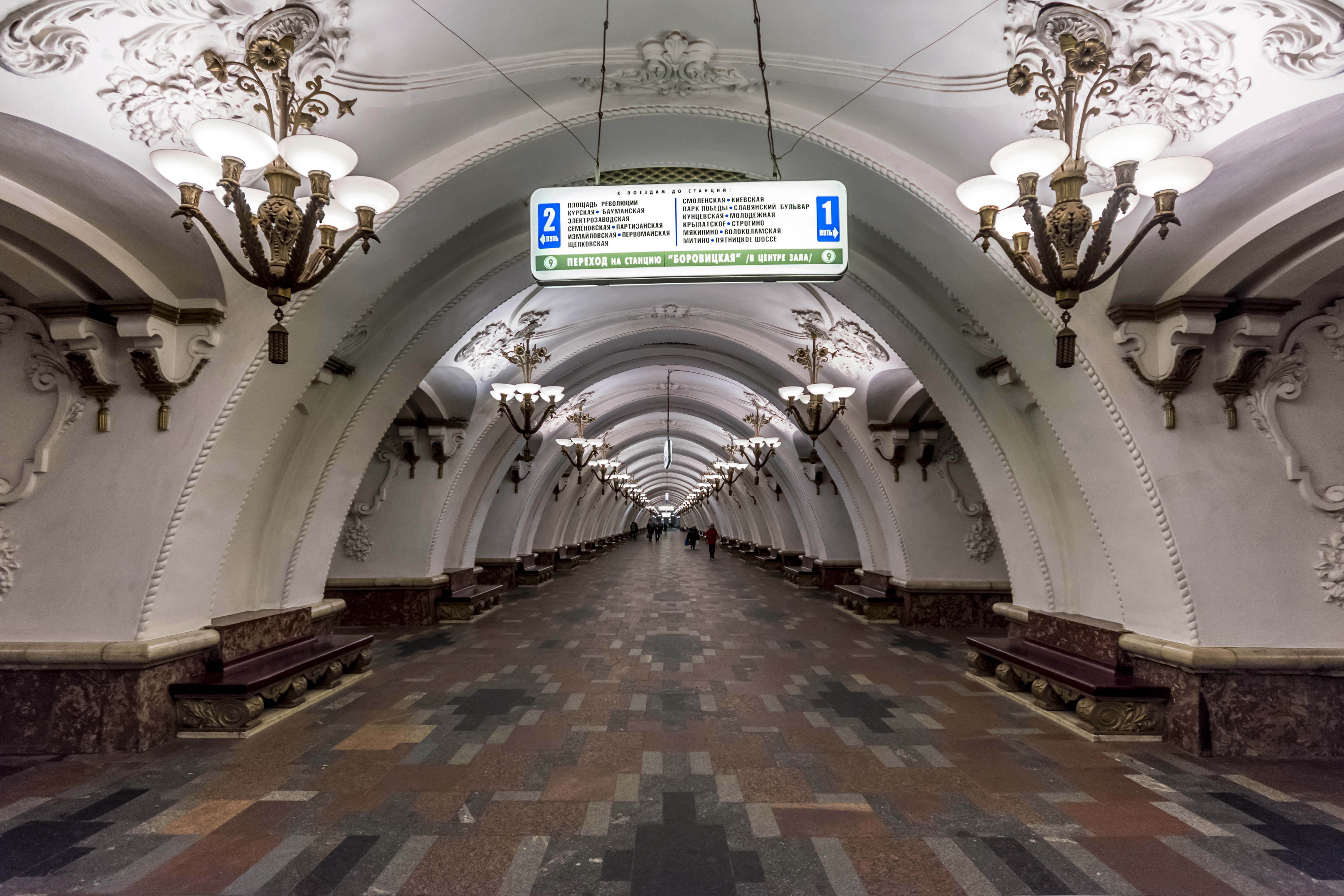
Arbatszkaja állomás
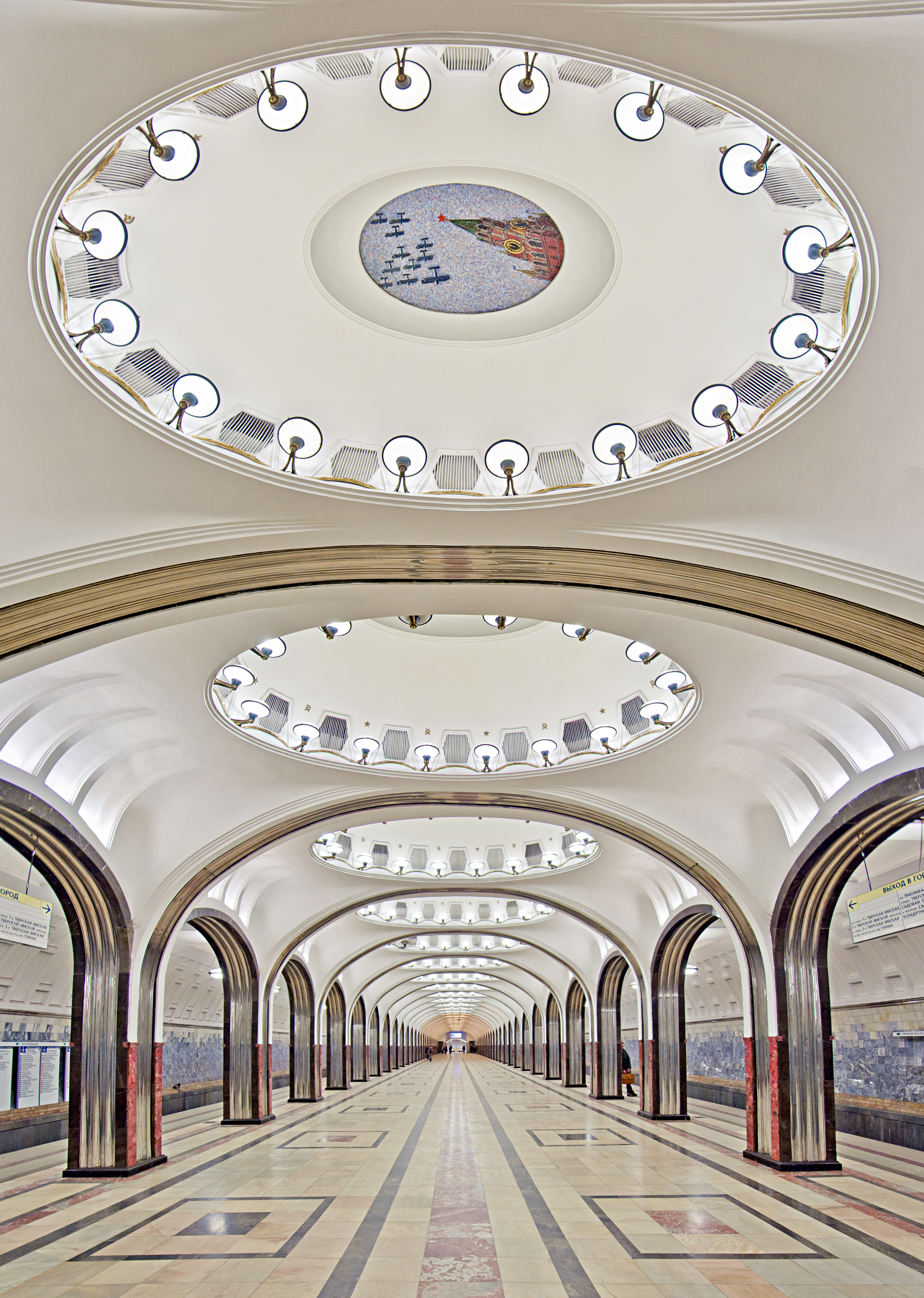
Majakovszkaja állomás

## Vonalak
A hálózat hosszának megoszlása vonalanként, a 13-as és 14-es vonalat beleértve (óramutató járásával ellentétes irányban haladva)
Moszkva metróvonalainak a jelzések és a színek mellett külön nevük van: pl. 7-es vonal = Taganszko-Krasznopresznyenszkaja. Ezeket hosszú neveik miatt a köznyelvben nem használják annyira gyakorian, ugyanis egyszerűbb azt mondani helyette, hogy 7-es metró vagy lila metró. 2016-tól a 11-es vonal a 11A jelzést viseli.
A vonalak többsége érinti Moszkva belvárosát, kivétel ez alól a 11A, a 12-es, a 13-as és a 14-es. A belvárost érintő vonalakat az 5-ös vonal (Kolcevaja) köti össze, ami ezek mellett a város kilenc fejpályaudvarából hetet érint.
A 13-as (egysínű vasút) és a 14-es (középső körgyűrű) vonalak is a metrók közé vannak sorolva 2016-tól, így ezek is kaptak számjelzést, illetve nevet és színt, habár ezek technikailag nem metrók.
| Vonal                                                                                              | Végállomások                                                                                       | Végállomások                                                                                       | Megnyitás éve                                                                                      | Az utolsó állomás megnyitásának éve                                                                | Hossz (km) | Állomások száma | Az állomások közötti átlagos távolság (km) | Menetidő (perc) |
| -------------------------------------------------------------------------------------------------- | -------------------------------------------------------------------------------------------------- | -------------------------------------------------------------------------------------------------- | -------------------------------------------------------------------------------------------------- | -------------------------------------------------------------------------------------------------- | ---------- | --------------- | ------------------------------------------ | --------------- |
| | Bulvar Rokosszovszkovo                                                                             | Kommunarka                                                                                         | 1935                                                                                               | 2019                                                                                               | 44,1       | 26              | 1,55                                       | 66              |
| | Hovrino                                                                                            | Alma-Atyinszkaja                                                                                   | 1938                                                                                               | 2018                                                                                               | 42,8       | 24              | 1,86                                       | 61              |
| | Pjatnyickoje Sossze                                                                                | Scsolkovszkaja                                                                                     | 1938                                                                                               | 2012                                                                                               | 45,1       | 22              | 2,15                                       | 62              |
| | Alekszandrovszkij Szad                                                                             | Kuncevszkaja vagy Mezsdunarodnaja                                                                  | 1958                                                                                               | 2006                                                                                               | 14,9       | 13              | 1,24                                       | 21/12           |
| | Park Kulturi (körjárat)                                                                            | Park Kulturi (körjárat)                                                                            | 1950                                                                                               | 1954                                                                                               | 19,3       | 12              | 1,61                                       | 30              |
| | Medvedkovo                                                                                         | Novojaszenyevszkaja                                                                                | 1958                                                                                               | 1990                                                                                               | 37,6       | 24              | 1,63                                       | 57              |
| | Planyernaja                                                                                        | Kotyelniki                                                                                         | 1966                                                                                               | 2015                                                                                               | 42,2       | 23              | 1,92                                       | 59              |
| | Tretyjakovszkaja                                                                                   | Novokoszino                                                                                        | 1979                                                                                               | 2012                                                                                               | 16,5       | 8               | 2,36                                       | 18              |
| | Aeroport Vnukovo                                                                                   | Gyelovoj Centr                                                                                     | 2014                                                                                               | 2023                                                                                               | 24,9       | 12              | 2,26                                       | 42              |
| | Altufjevo                                                                                          | Bulvar Dmitrija Donszkovo                                                                          | 1983                                                                                               | 2016                                                                                               | 41,2       | 25              | 1,72                                       | 52              |
| | Fiztyeh                                                                                            | Zjablikovo                                                                                         | 1995                                                                                               | 2023                                                                                               | 38,3       | 26              | 1,74                                       | 59              |
| | Szavjolovskaja (körjárat)                                                                          | Szavjolovskaja (körjárat)                                                                          | 2018                                                                                               | 2023                                                                                               | 12,4       | 31 (29 + 2)     | 2,48                                       | 12              |
| | Bitcevszkij park                                                                                   | Bunyinszkaja alleja                                                                                | 2003                                                                                               | 2014                                                                                               | 10         | 7               | 1,67                                       | 16              |
| | Nyizsegorodszkaja                                                                                  | Nyekraszovka                                                                                       | 2019                                                                                               | 2019                                                                                               | 6,9        | 4               | 2,3                                        | 9               |
| Összesen (az egysínű (13-as vonal) és az Okruzsnaja felszíni körjárat (14-es vonal) nélkül):       | Összesen (az egysínű (13-as vonal) és az Okruzsnaja felszíni körjárat (14-es vonal) nélkül):       | Összesen (az egysínű (13-as vonal) és az Okruzsnaja felszíni körjárat (14-es vonal) nélkül):       | Összesen (az egysínű (13-as vonal) és az Okruzsnaja felszíni körjárat (14-es vonal) nélkül):       | Összesen (az egysínű (13-as vonal) és az Okruzsnaja felszíni körjárat (14-es vonal) nélkül):       | 397,3      | 232             | 1,71                                       | 580             |
| | Tyimirjazevszkaja                                                                                  | Ulica Szergeja Ejzenstejna                                                                         | 2004                                                                                               | 2004                                                                                               | 4,7        | 6               | 0,94                                       | 12              |
| | Okruzsnaja (körjárat)                                                                              | Okruzsnaja (körjárat)                                                                              | 2016                                                                                               | 2016                                                                                               | 54         | 31              | 1,74                                       | 83              |
| Összesen (az egysínűvel (13-as vonal) és az Okruzsnaja felszíni körjárattal (14-es vonal) együtt): | Összesen (az egysínűvel (13-as vonal) és az Okruzsnaja felszíni körjárattal (14-es vonal) együtt): | Összesen (az egysínűvel (13-as vonal) és az Okruzsnaja felszíni körjárattal (14-es vonal) együtt): | Összesen (az egysínűvel (13-as vonal) és az Okruzsnaja felszíni körjárattal (14-es vonal) együtt): | Összesen (az egysínűvel (13-as vonal) és az Okruzsnaja felszíni körjárattal (14-es vonal) együtt): | 456        | 269             | 1,7                                        | 648             |

## Járművek
Minden jármű, melyek jelenleg közlekednek, illetve valaha közlekedtek, a B sorozat kivételével orosz gyártmány. A kocsik a Metrovagonmas cég által készülnek Mityiscsi településen, Moszkva közelében, illetve a jelentősebb felújításokat is itt végzik. Csak az 1980-as években beszerzett kocsik készültek a Jegorov gyárban, Szentpétervárnál.
Minden vonalon az áramellátás alsó érintésű harmadik sín segítségével történik. Minden kocsik 19,2 méter hosszú, és oldalanként 4 darab kétszárnyas ajtaja van, egy-két kivételtől eltekintve ez nem változott az éves során. Hogy hány kocsiból áll egy szerelvény, viszont már vonalfüggő, így lehet találkozni 6, 7 illetve 8 kocsiból álló szerelvényekkel is.
Idő szerinti eloszlásban három generáció járművei közlekednek jelenleg.

### Jelenleg forgalomban lévő járművek

#### E-típuscsalád

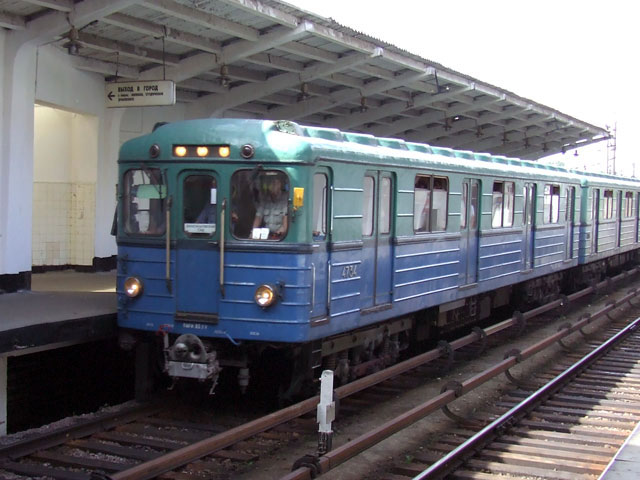
E típusú metrókocsi a Filjovszkaja vonalon 2006 nyarán

2018-ban 3 járműgeneráció közlekedik az orosz fővárosban, ezek közül az 1959 és 1977 között gyártott E-típuscsalád tagjai a legöregebbek. Sorozatban csak 1963-tól gyártották, ezek már a korábbi kocsikhoz képest modernebb kinézettel készültek, valamint a magasabb teljesítmény érdekében egy sor technikai változás is megfigyelhető, így a végsebességük 75-ről 90 km/h-ra nőtt, valamint a tömegük 31,5 tonnára csökkent. Mivel kocsinként egy vezetőfülkét alakítottak ki, így legalább 2 kocsiból kellett a szerelvényeknek állniuk.
Az alap E típust 1969-ig gyártották, ekkortól már csak az Em és Ezs típusjelű, korszerűsített kocsik készültek a Mityisinszkij gyárban. Az Em továbbfejlesztett változatai 1977-ig készültek Em-501, Em-508, Em-508T, Ema és Emh típusjelzéssel. 2009-ig a Filjovszkaja (4-es), 2011-ig pedig az Arbatszko-Pokrovszkaja (3-as) vonalon is szolgáltak, azóta csak a Taganszko-Krasznopresznyenszkaja (7-es) vonalon lehet velük találkozni, miután egy nagyjavításnak köszönhetően élettartalmuk további egy évtizedre meghosszabbodott.

#### 81–717/714 típuscsalád

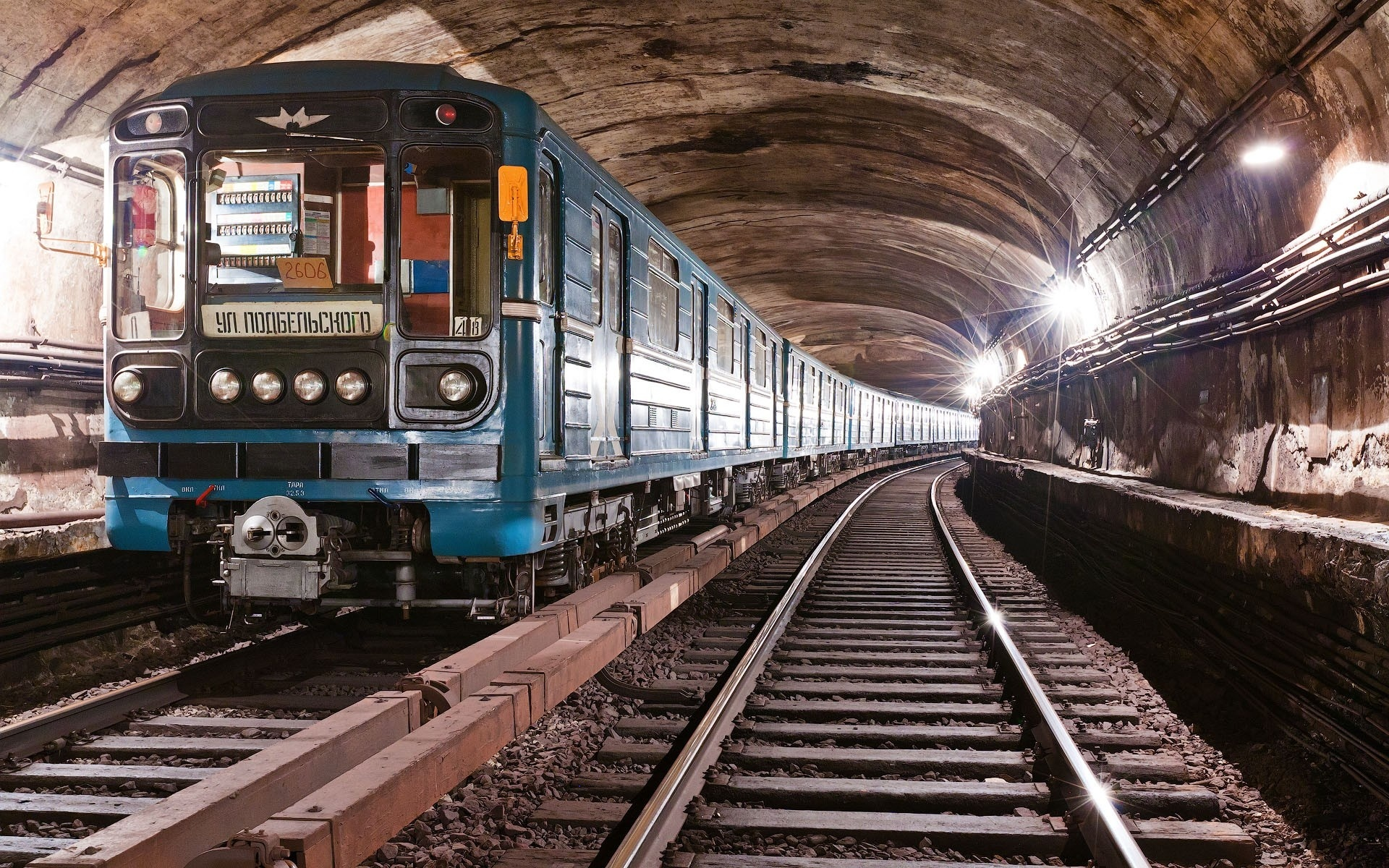
81–717.5M/714.5M altípus a Szokolnyicseszkaja (1-es) vonalon

A 2018-as moszkvai metróállomány legnagyobb példányszámban előforduló típuscsaládja a 81–717/714 (Nomernije), melyeket az 1970-es végén készített a Mityisinszkij. A típusjelzés igazából két kocsitípust takar magában: az alap vezérlőkocsiké a 81–717, a vezetőfülkék nélkül kialakított motorpótkocsiké pedig a 81–714. Ennek eredménye a belső kocsik tágasabb utastere és a magasabb szállítókapacitás lett, azonban ennek hátránya – a fülkék hiányában – a kocsik bonyolultabb szétkapcsolása lett. Az eredeti tervek szerint az 1980-as moszkvai olimpia idejére várt magas utasforgalom elszállítására készültek, viszont az új I-sorozat kifejlesztése anyagi nehézségek miatt leállt, így a 81–717/714-es kocsik gyártása 1978-ban sorozatban folytatódott és 2010-ig több altípusban (717.5M/714.5M, 717.6/714.6, 717.5A/714.5A) is készült.

#### 81–720/721 típuscsalád

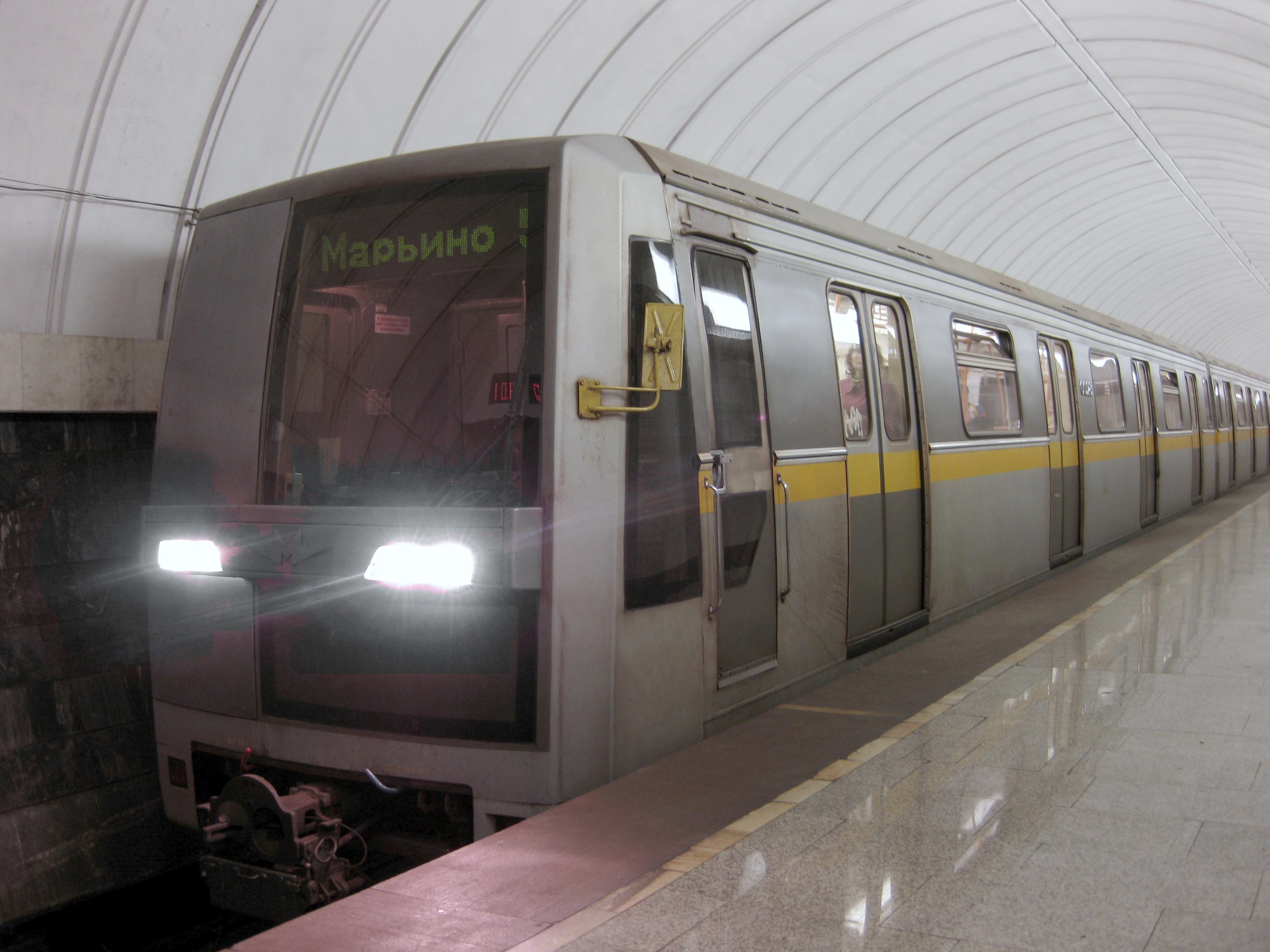
81–720/721 sorozatú szerelvény

Az 1980-as években a meghiúsult I-szerelvények tervére alapozva, 1993-ra készült el a Metrovagonmas a 81–720/721-es típusokkal, de az orosz válság miatt jó öt év telt el, míg az első Jauza névre keresztelt jármű forgalomba állt, először a 10-es vonalon. Elődjéhez képest teljesen átdolgozott kinézettel, jobb tűzvédelemmel és nagyobb motorteljesítménnyel szerelték fel. Az utasteret is teljesen átdolgozták, a kinézet mellett jobban hangszigetelték a kocsikat. A kocsik többszöri meghibásodása a 10-es vonalon járatkimaradásokhoz vezetett, ami következtében a Metrovagonmas leállította a típus gyártását, így 3 év alatt mindössze 49 kocsi készült belőle.

#### 81–740/741 típuscsalád

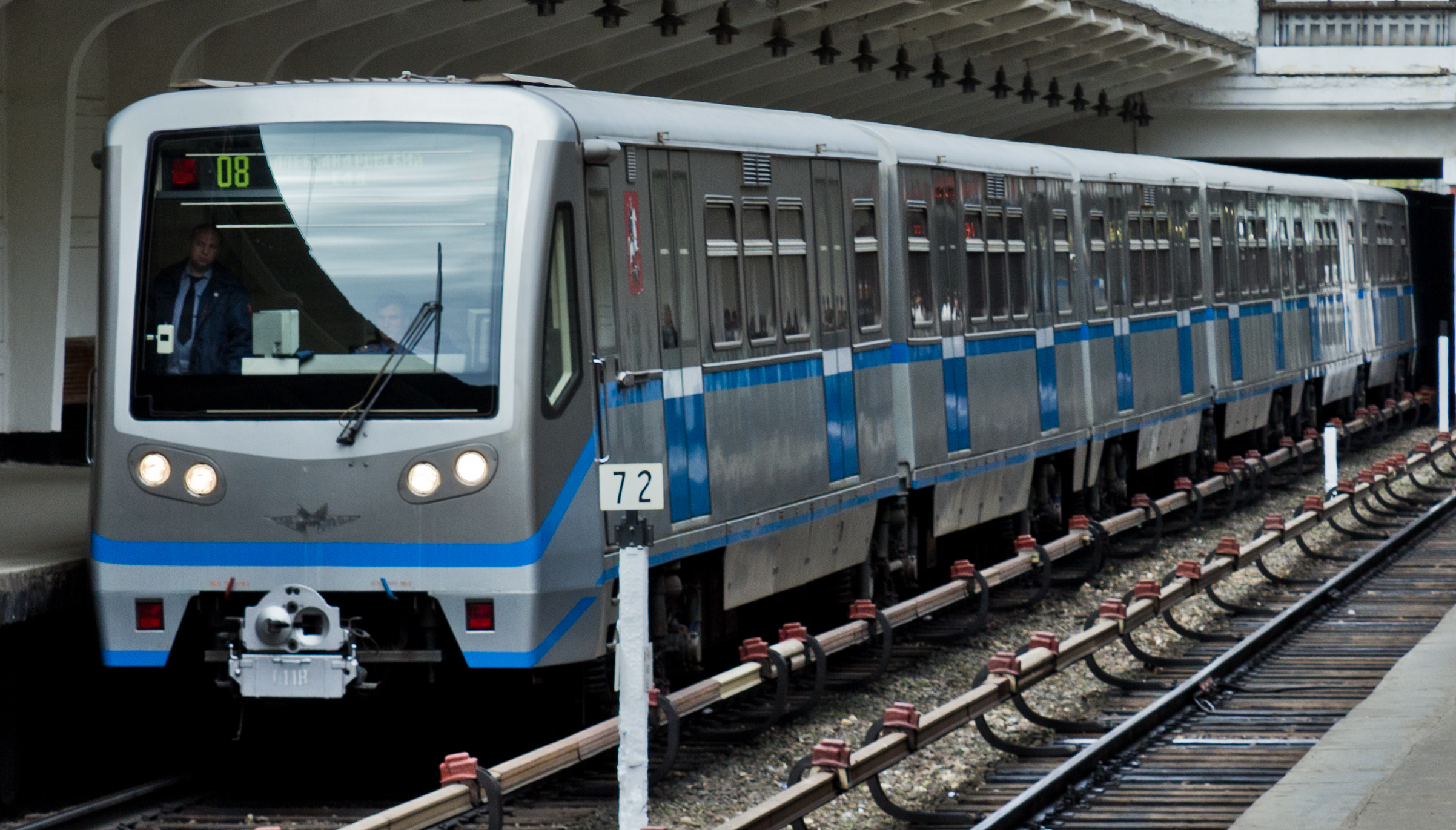
81–740/741 sorozatú szerelvény

A Ruszics nevet is viselő 81–740/741 sorozatú kocsikat 2002 óta gyártják. Elsősorban a könnyű metróvonalakon való felhasználásra szánták, a fejlesztésénél figyelembe vették a nem túl sikeres Jauza-sorozat megoldásait, ám komoly mind külső, mind belső változásokkal indulhatott csak meg a gyártás. Ugyan elvileg akármelyik vonalon futhatnának, a valóságban csak a kevésbé kihasznált vonalakon jönnek forgalomba a kisebb belső tér miatt.

A típus 2003 óta van forgalomban, először az ugyan ebben az évben megnyitott 12-es vonalon, 2009-ig a 4-es, 2011-ig a 3-as majd, 2011-ig a az 5-ös vonalon váltotta ki ez a típus teljesen a korábbi járműveket.

#### 81–760/761 típuscsalád
A következő szériás 81–760/761 kocsikat 2005 és 2010 között fejlesztették ki, mely darabok a 81–720/721 és 81–740/741 sorozatok előnyeit egyesíti, valamint olcsó előállíthatóságot mutat fel. A hivatalos felavatás 2010 közepén történt meg, 2012 óta működik a sorozatgyártás. Azóta a 8-as vonalon közlekednek, következőként a 9-es vonal megújítása a cél.

### Összefoglaló táblázat
| A moszkvai metró járművei | A moszkvai metró járművei                                     | A moszkvai metró járművei | A moszkvai metró járművei | A moszkvai metró járművei | A moszkvai metró járművei                   | A moszkvai metró járművei                                    |
| Típus                     | Altípus                                                       | Kép                       | Gyártási év               | Üzemeltetés kezdete       | Vonalak (2018)                              | Darabszám                                                    |
| ------------------------- | ------------------------------------------------------------- | ------------------------- | ------------------------- | ------------------------- | ------------------------------------------- | ------------------------------------------------------------ |
| Е                         | Еzs–3, Еzs–6/Еm–508T                                          |                           | 1973–1979                 | 1973                      | 7-es vonal                                  | 207 db Еzs–3 10 db Еzs–6 410 db Еm–508T                      |
| 81–717/714                | 81–717/714                                                    |                           | 1976–1988                 | 1978                      | 2-es vonal 6-os vonal 11A vonal             | 414 db 81–717 1055 db 81–714                                 |
| 81–717/714                | 81–717.5/714.5                                                |                           | 1987–1995                 | 1987                      | 2-es vonal 6-os vonal 10-es vonal 11A vonal | 199 db 81–717.5 552 db 81–714.5                              |
| 81–717/714                | 81–717.5М/714.5М                                              |                           | 1993–2010                 | 1993                      | 1-es vonal 6-os vonal 10-es vonal           | 284 db 81–717.5M 816 db 81–714.5M                            |
| 81–717/714                | 81–717.5А/714.5А                                              |                           | 2010                      | 2010                      | 1-es vonal                                  | 2 db 81–717.5A 5 db 81–714.5A (1 szerelvény)                 |
| 81–717/714                | 81–717.6/714.6 (.6K)                                          |                           | 2007, 2009, 2011          | 2009                      | 10-es vonal                                 | 24 db 81–717.6 72 db 81–714.6 (12 szerelvény)                |
| 81–720/721 «Jauza»        | 81-720/721 «Jauza»                                            |                           | 1991–2002                 | 1998                      | 11A vonal                                   | 16 db 81–720 42 db 81–721 (8 szerelvény)                     |
| 81–720/721 «Jauza»        | 81–720.1/721.1 «Jauza»                                        |                           | 2000, 2004                | 2005                      | 10-es vonal                                 | 8 db 81–720.1 20 db 81–721.1 (4 szerelvény)                  |
| 81–740/741 «Ruszics»      | 81-740/741 «Ruszics»                                          |                           | 2002–2004                 | 2003                      | 12-es vonal                                 | 29 db 81–740 14 db 81–741 (14 szerelvény + 1 motorkocsi)     |
| 81–740/741 «Ruszics»      | 81–740.1/741.1 «Ruszics» (beleértve a 81-740A/741A típust is) |                           | 2004–2009                 | 2005                      | 3-as vonal 4-es vonal 12-es vonal           | 160 db 81–740.1/740A 220 db 81–741.1/741A (80 szerelvény)    |
| 81–740/741 «Ruszics»      | 81–740.4/741.4 «Ruszics»                                      |                           | 2008–2013                 | 2009                      | 3-as vonal 5-ös vonal 12-es vonal           | 132 db 81–740.4 178 db 81–741.4 (66 szerelvény)              |
| 81–760/761 «Oka»          | 81–760/761 «Oka»                                              |                           | 2010–2016                 | 2012                      | 8-as vonal 8A vonal 9-es vonal 11-es vonal  | 324 db 81–760 972 db 81–761 (162 szerelvény)                 |
| 81–760/761 «Oka»          | 81–760А/761А/763А «Oka»                                       |                           | 2014–2016                 | 2015                      | 9-es vonal                                  | 6 db 81–760A 12 db 81–761A 6 db 81–763A (3 szerelvény)       |
| 81–765/766/767 «Moszkva»  | 81–765/766/767 «Moszkva»                                      |                           | 2016–                     | 2017                      | 6-os vonal 7-es vonal                       | 116 db 81–765 232 db 81–766 116 db 81–767 (58 szerelvény)    |
| 81–765/766/767 «Moszkva»  | 81–765.2/766.2/767.2 «Moszkva»                                |                           | 2018–                     | 2018                      | 8-as vonal                                  | 24 db 81–765.2 36 db 81–766.2 12 db 81–767.2 (12 szerelvény) |

### Járműparktörténet

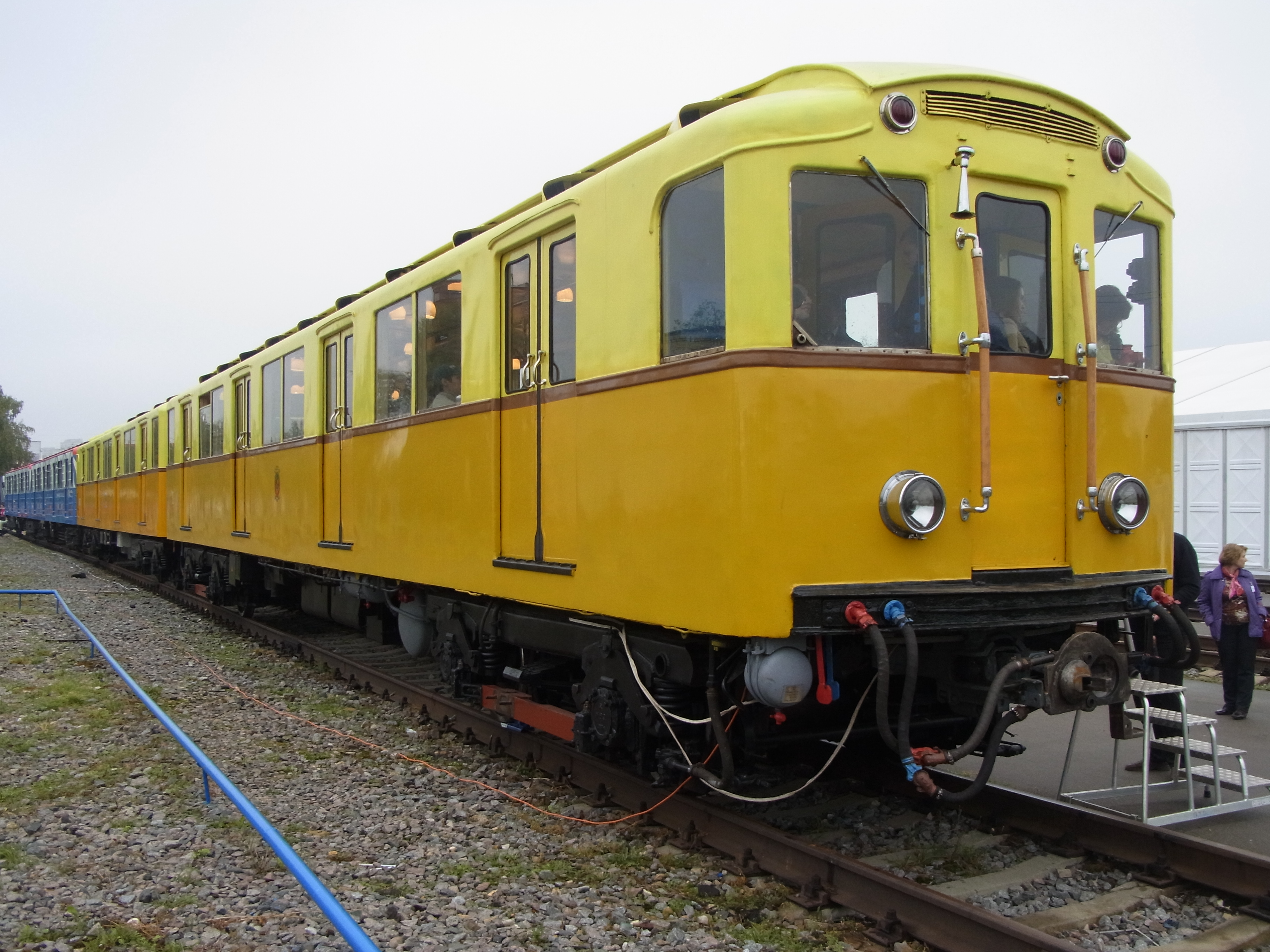
A típusú nosztalgiavonat, az első járműtípus

Az első metrókocsik építése 1934—ben kezdődött, egy évvel az első vonal átadása előtt. A nemzetközileg lényegében teljesen elhatárolt Szovjetunió jelentős pénzügyi nehézségek miatt le kellett mondania külföldről vásárolt járművekről, egyetlen lehetőség volt hazai gyártókkal járműveket gyártatni. Az ipar azonban egy nagy nehézség előtt állt, ugyanis az akkori szovjet gyártóknak a metró egy nagy újdonság volt, a helyhiány miatt a vasútnál felhasznált motorokat itt nem lehetett már beépíteni. A moszkvai Dynamo-gyár készített csak először egy megfelelő 825 V-os motort, és ehhez már lehetett egy megfelelő kocsiszekrényt készíteni. Az építéssel megbízott cég, a mai Metrovagonmas el is kezdte az építést, majd 1934 augusztusában átadta az első kocsit, ez volt az A-sorozat. Egy ilyen szerelvénynél érdekes módon csak a szélső kocsik voltak áramszedővel felszerelve, valamint még minden kocsiban volt kalauzülés, amit csak 1958-ban váltottak ki a ma is használt kapuk az állomások bejárata előtt. A metró első szerelvénye utasokkal 1935. május 15-én indult, ekkor még négy kocsiból állt az első szerelvény. A későbbiekben az A típusból összesen 48 darab készült. A 40 évig használt járműtípus technikai megoldásai még a továbbfejlesztett későbbi járműtípusokban is visszaköszönnek.

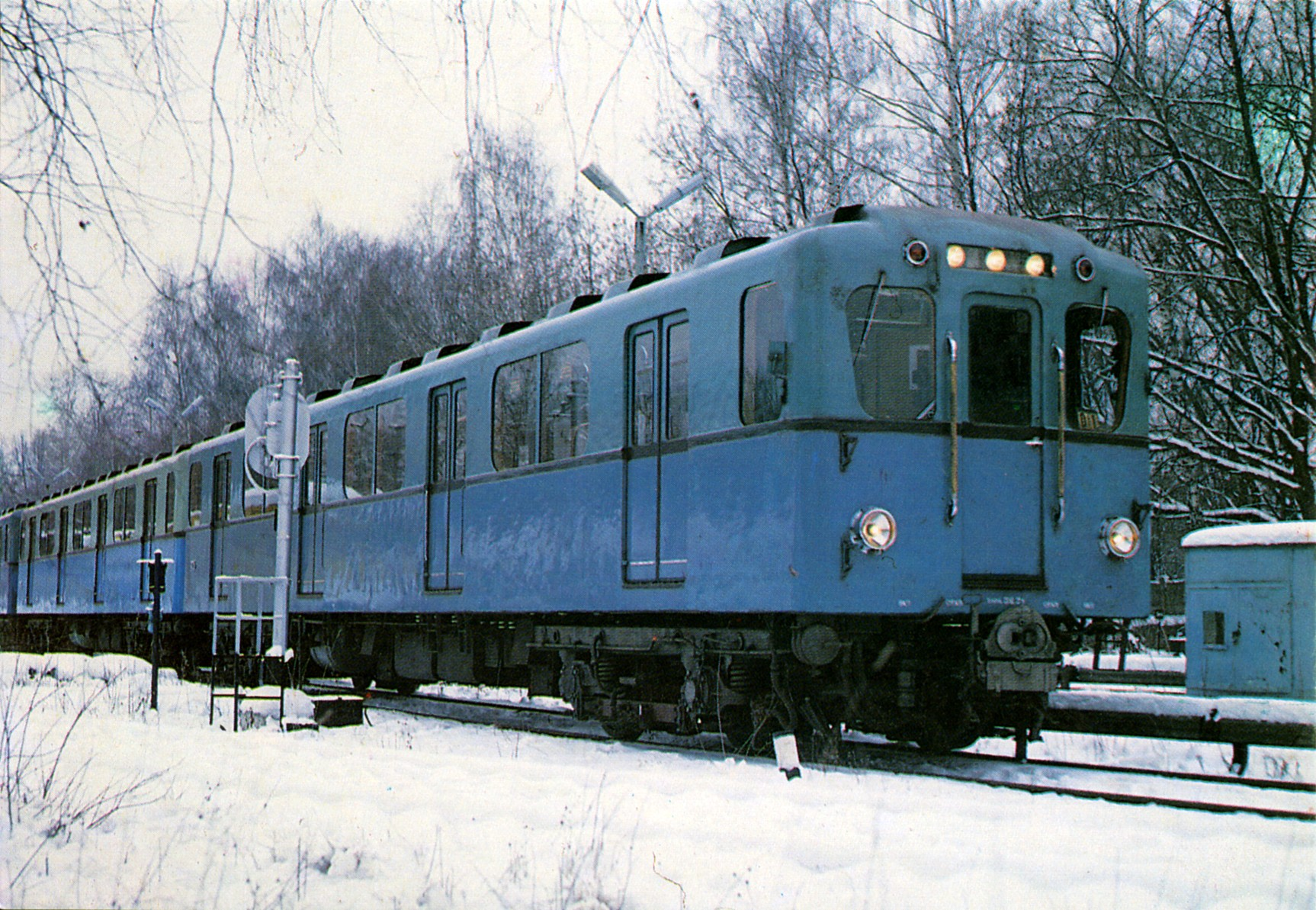
D típusú metrókocsi

Az 1930-as évek végén kezdte el ugyan ez a gyár egy új szériát, a  G-t kifejleszteni, amit az akkor épülő 2-es vonalon céloztak bevetni. 1941-re néhány kocsit már tesztpályán ki is tudtak próbálni.  Amikor viszont Németország megtámadta Oroszországot, a teljes projekt leállt, és a metróüzem, mit sok más gyár át lett állítva fegyvergyártásra. Ez idő alatt azonban a metróüzem nem állt le, sőt néhány kilométer új vonal is épült, így második világháború után már elengedhetetlenné vált az új járműtípus, ám a háború után nem tudott az ország minden további nélkül metrókocsikat építeni. Viszont nagyon is jól jött, hogy az éppen legyőzött Berlin metrójának a nagyprofilos kocsijai kompatibilisek voltak a moszkvai hálózattal, így az ottani kocsik egy részét, egész pontosan 120 darabot egyszerűen elkobozták, és Moszkvában B sorozat  néven forgalomba állították, és a többi legyártott kocsik mellett egészen 1961-ig forgalomban is voltak. És emellett mind idáig ez volt az egyetlen alkalom, hogy  nem orosz/szovjet gyártmányú jármű járt ezen a hálózaton.

#### Fejlemények a második világháború után
Miután az 1940-es évek végén a saját fejlesztésű G és a Berlinből elkobzott B kocsik közös üzeme megkezdődött,  a Metrovagonmas igyekezett ezeknek a két járműveknek az előnyeit felismerni, és ezeket a következő jármű-generációban kombinálni. Már 1949-ben elhagyhatta az első öt M5 típusú kocsi a gyárat, majd 1955-re a fejlesztés lezárult. A sorozatkocsikat D  típusjelzéssel gyártották, és külsőre szinte semennyire nem különböztek a már közlekedő típustól, viszont csökkent az üres tömege, valamint jobb lett a szellőzés és világítástechnika. Az egészen 1963-ig gyártott szériakocsik sokáig, 1955-ig voltak forgalomban.

## Járműtelepek
| A moszkvai metró járműtelepei | A moszkvai metró járműtelepei | A moszkvai metró járműtelepei | A moszkvai metró járműtelepei | A moszkvai metró járműtelepei                                                  | A moszkvai metró járműtelepei                                                  | A moszkvai metró járműtelepei    |
| Kód                           | Járműtelep neve               | Megnyitás ideje               | Kiszolgált vonal(ak)          | Üzemeltetett metrótípusok                                                      | Helyszín                                                                       | Legközelebbi metróállomás        |
| ----------------------------- | ----------------------------- | ----------------------------- | ----------------------------- | ------------------------------------------------------------------------------ | ------------------------------------------------------------------------------ | -------------------------------- |
| TCS–1                         | Szevernoje                    | 1935. április 26.             | 1-es vonal                    | - 81–717.5M/714.5M, - 81–717.5A/714.5A                                         | é. sz. 55° 46′ 53″, k. h. 37° 39′ 33″55.781521°N 37.659073°ESzevernoje         | Krasznoszelszkaja (1-es vonal)   |
| TCS–2                         | Szokol                        | 1938. szeptember 10.          | 2-es vonal                    | - 81–717/714, - 81–717.5/714.5, - 81–717/714RU2                                | é. sz. 55° 48′ 43″, k. h. 37° 30′ 49″55.812062°N 37.513493°ESzokol             | Szokol (2-es vonal)              |
| TCS–3                         | Izmajlovo                     | 1950. január 14.              | 3-as vonal                    | - 81–740.1/741.1, - 81–740.4/741.4                                             | é. sz. 55° 47′ 21″, k. h. 37° 46′ 25″55.789134°N 37.773560°EIzmajlovo          | Izmajlovszkaja (3-as vonal)      |
| TCS–4                         | Krasznaja Presznya            | 1954. április 1.              | 5-ös vonal                    | - 81–740.4/741.4                                                               | é. sz. 55° 46′ 09″, k. h. 37° 33′ 39″55.769205°N 37.560904°EKrasznaja Presznya | Ulica 1905 goda (7-es vonal)     |
| TCS–5                         | Kaluzsszkoje                  | 1962. október 13.             | 6-os vonal                    | - 81–717/714, - 81–717.5/714.5, - 81–717/714RU2                                | é. sz. 55° 39′ 31″, k. h. 37° 32′ 43″55.658669°N 37.545294°EKaluzsszkoje       | Kaluzsszkaja (6-os vonal)        |
| TCS–6                         | Planyernaja                   | 1975. december 28.            | 7-es vonal                    | - Ezs–3, - Em–508T, - 81–765/766/767                                           | é. sz. 55° 52′ 09″, k. h. 37° 26′ 12″55.869243°N 37.436750°EPlanernoje         | Planyernaja (7-es vonal)         |
| TCS–7                         | Zamoszkvoreckoje              | 1969. július 10.              | 2-es vonal 11A vonal          | - 81–717/714, - 81–717.5/714.5, - 81–720/721                                   | é. sz. 55° 38′ 42″, k. h. 37° 37′ 17″55.645019°N 37.621500°EZamoszkvoreckoje   | Varsavszkaja (11A vonal)         |
| TCS–8                         | Varsavszkoje                  | 1983. november 4.             | 9-es vonal 12-es vonal        | - 81–740/741, - 81–740A/741A, - 81–740.1/741.1, - 81–740.4/741.4, - 81–760/761 | é. sz. 55° 38′ 15″, k. h. 37° 37′ 17″55.637553°N 37.621393°EVarsavszkoje       | Csertanovszkaja (9-es vonal)     |
| TCS–9                         | Fili                          | 1962. január 1.               | 4-es vonal                    | - 81–740.1/741.1 - 81–765.2/766.2/767.2                                        | é. sz. 55° 44′ 40″, k. h. 37° 30′ 07″55.744331°N 37.501992°EFili               | Bagratyionovszkaja (4-es vonal)  |
| TCS–10                        | Szviblovo                     | 1978. szeptember 30.          | 6-os vonal                    | - 81–717/714, - 81–717.5/714.5, - 81–717.5M/714.5M - 81–765/766/767            | é. sz. 55° 51′ 34″, k. h. 37° 39′ 08″55.859430°N 37.652110°ESzviblovo          | Szviblovo (6-os vonal)           |
| TCS–11                        | Vihino                        | 1966. december 31.            | 7-es vonal                    | - 81–765/766/767                                                               | é. sz. 55° 42′ 39″, k. h. 37° 49′ 46″55.710758°N 37.829318°EVihino             | Vihino (7-es vonal)              |
| TCS–12                        | Novogirejevo                  | 1979. december 30.            | 8-as vonal                    | - 81–760/761                                                                   | é. sz. 55° 44′ 59″, k. h. 37° 50′ 13″55.749730°N 37.837032°ENovogirejevo       | Novogirejevo (8-as vonal)        |
| TCS–13                        | Cserkizovo                    | 1990. június 24.              | 1-es vonal                    | - 81–717.5M/714.5M                                                             | é. sz. 55° 48′ 28″, k. h. 37° 44′ 11″55.807835°N 37.736374°ECserkizovo         | Cserkizovszkaja (1-es vonal)     |
| TCS–14                        | Vladikino                     | 1991. március 1.              | 9-es vonal                    | - 81–760/761 - 81–760A/761A/763A                                               | é. sz. 55° 51′ 00″, k. h. 37° 36′ 45″55.850005°N 37.612445°EVladikino          | Vladikino (9-es vonal)           |
| TCS–15                        | Pecsatnyiki                   | 1995. december 27.            | 10-es vonal                   | - 81–717.5/714.5, - 81–717.5M/714.5M, - 81–717.6/714.6, - 81–720.1/721.1       | é. sz. 55° 42′ 05″, k. h. 37° 43′ 04″55.701412°N 37.717781°EPecsatnyiki        | Pecsatnyiki (10-es vonal)        |
| TCS–16                        | Mityino                       | 2015. június 16.              | 3-as vonal                    | - 81–740.1/741.1                                                               | é. sz. 55° 51′ 47″, k. h. 37° 21′ 43″55.863056°N 37.361944°EMitino             | Pjatnyickoje sossze (3-as vonal) |
| TCS–17                        | Bratyejevo                    | 2014. január 15.              | 2-es vonal                    | —                                                                              | é. sz. 55° 37′ 34″, k. h. 37° 46′ 12″55.626111°N 37.770000°EBratejevo          | Alma–Atyinszkaja (2-es vonal)    |
| TCS–18                        | Szolncevo                     | 2018. augusztus 30.           | 8A vonal 11-es vonal          | - 81–760/761                                                                   | é. sz. 55° 38′ 20″, k. h. 37° 23′ 31″55.638889°N 37.391944°ESzolncevo          | Szolncevo (8A vonal)             |
| TCS–19                        | Lihobori                      | 2018. június 11.              | 10-es vonal                   | —                                                                              | é. sz. 55° 51′ 04″, k. h. 37° 33′ 22″55.851111°N 37.556111°ELihobori           | Verhnyije Lihobori (10-es vonal) |

## Metro–2
A Metro–2 a Moszkva alatt húzódó feltételezett metróhálózat neve, amit a hidegháború alatt építhettek egy esetleges atomháború esetére. A hálózat a feltételezések szerint 3 (vagy 4) vonalból áll, amiből egy vonal, a D6-os nagy valószínűséggel létezik, ezt fényképekkel is bizonyították. Ez a vonal 1967-ben készülhetett el és az amerikai Védelmi Hírszerző Ügynökség (Defense Intelligence Agency; rövidítve: DIA) adatai szerint az egyvágányú, 27 kilométer hosszú útvonal, a Kremlt és a Vnukovói nemzetközi repülőtér 2-es terminálját, illetve a Ramenki 43 bunkert köti össze, és „állomása” van a Veréb-hegyen (korábban Lenin-hegy) lévő elnöki rezidenciánál, az FSZB-akadémiánál és a vezérkari akadémiánál is. Ez az egyetlen vonal aminek kapcsolata lehet az utasforgalmi hálózattal is, ugyanis Szportyivnaja állomásnál található egy félreálló vágány, aminek végét egy hermetikus vaskapu zárja el, ez feltételezések szerint a két hálózat összekötővágánya.
A további két (2-es és 3-as) vonal létezését máig nem tudták bebizonyítani, azonban a feltételezések szerint építésüket 1987-ben fejezhették be. A 2-es 60 km hosszan a Kreml és a bori kormányüdülő között húzódhat, míg a 3-as 25 km hosszú útvonala a Kremlt és a Zarja községben található légvédelmi központi vezetési pontot kötheti össze. Terveken létezett egy negyedik vonal is, ugyanis az oroszok amerikai hitelből finanszírozták volna ezt a beruházást, azonban megléte kérdéses.

## Incidensek a metróban

### Az 1977-es terrortámadás
1977. január 8-án helyi idő (MSK) szerint 17 óra 33 perc és 18 óra 10 perc között Moszkvában három bomba robbant, közülük egy a 3-as vonalon Izmajlovszkaja és Pervomajszkaja állomások között tartózkodó zsúfolt szerelvényen. A három robbantásban 7 ember meghalt és 37 megsebesült. A terrortámadással három örmény származású embert, Sztyepan Zatikjant, Akop Sztepanjant és Zaven Bagdaszarjant vádolták meg, akiket később letartóztattak és 1979 januárjában kivégeztek.

### Az 1982-esmozgólépcsőbaleset
1982. február 17-én a délutáni csúcsidőben halálos baleset történt a 8-as (Kalinyinszko–Szolncevszkaja) vonal Aviamotornaja állomásán. Az állomás 4-es számú mozgólépcsőjét helyi idő szerint 16 óra 30 perckor helyezték üzembe. A mozgólépcső délután 5 órakor meghibásodott és fékezhetetlenné vált, majd a megengedett sebesség 2,4-szeresére gyorsult és már nem tudták megállítani. A két perccel később bekövetkezett balesetben 8-an haltak meg és 30-an sérültek meg. A nyomozás során kiderült, hogy tervezési hiba történt és az állomáson található többi mozgólépcső, illetve más állomások azonos típusú mozgólépcsői is képesek lettek volna hasonló balesetet előidézni.

### Az 1996-os terrortámadás
1996. június 11-én 21 óra 20 perckor a 9-es (Szerpuhovszko-Tyimirjazevszkaja) vonalon egy Tulszkaja és Nagatyinszkaja állomások között tartózkodó szerelvényen, egy ülés alá rejtett TNT-pokolgép robbant fel. A robbanás erejétől az érintett kocsi felrobbant, míg a többi kocsinak az üvegei betörtek, majd az alagútban erős füstfelhő képződött. A szerelvényen utazó 250 utast evakuálták, a robbantásban 4-en meghaltak és 16-an megsérültek. A metrókocsi felrobbantásáért senki sem vállalta a felelősséget, azonban szakértők csecsen szeparatistákat okoltak érte.

### A 2000-es robbantás
2000. augusztus 8-án 17 óra 55 perckor a Puskin téri aluljáróban (a Puskinszkaja metróállomáson) egy házi készítésű bomba robbant. A bombát egy táskában rejtették el egy bódé mellett. A robbantásban 13-an haltak meg és 61-en sebesültek meg.

### A 2004-es terrortámadások

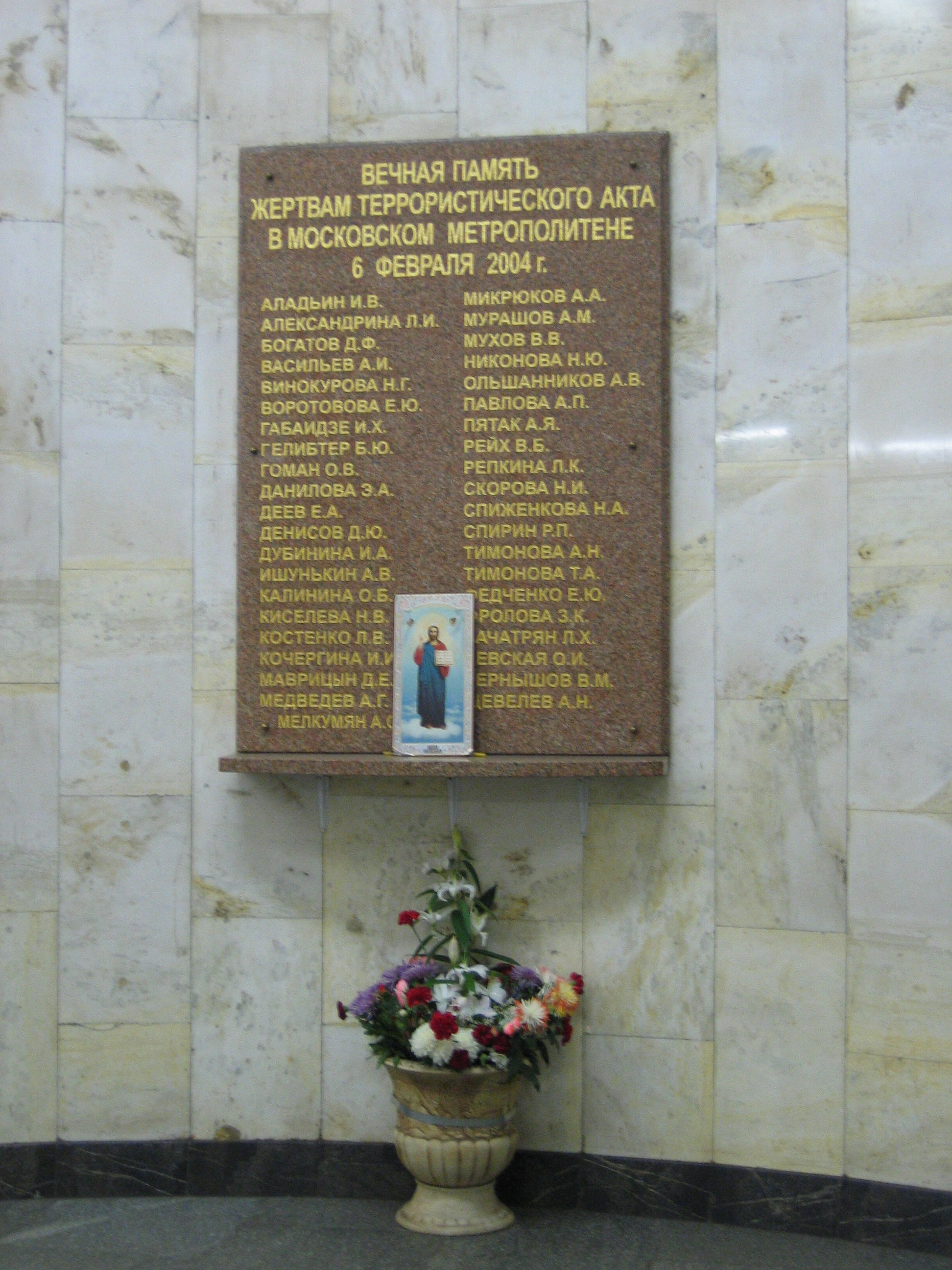
A 2004-es támadás áldozatainak emléktáblája

A harmadik, mind idáig legsúlyosabb támadás 2004. február 6-án történt a 2-es vonal egyik szerelvényén, az Avtozavodszkaja és Paveleckaja állomások között. Egy 20 éves cseh származású öngyilkos merénylő követte el a támadást, a helyet és időt pontosan kiválasztva, hogy a lehető legtöbb embert ölje meg. A második kocsiban, ahol a robbanószer robbant, szinte teljesen szétroncsolódott, és a két szomszédos kocsi a detonáció miatt szintén komolyan megsérült. Számtalan utast kellett volna  még kimenekíteni, de egy megrongálódott ajtó hibája miatt sokakat hosszú időn át nem lehetett kimenteni, és pánik tört ki. A merénylet 39 halálesettel és több mint 100, részben súlyos sérülttel végződött.
2004. augusztus 31-én újabb robbantás történt: egy nő a Rizsszkaja metróállomáson öngyilkos merényletet követett el, ezzel 10 ember halálát okozva. A robbanásban további 50-en megsérültek, közülük mintegy 30-an súlyosan. A későbbi vizsgálatok megállapították, hogy az augusztusi robbantás kapcsolatban áll a februárival, mindkét merényletet csecsen terroristák követték el.

### A 2010-es robbantások

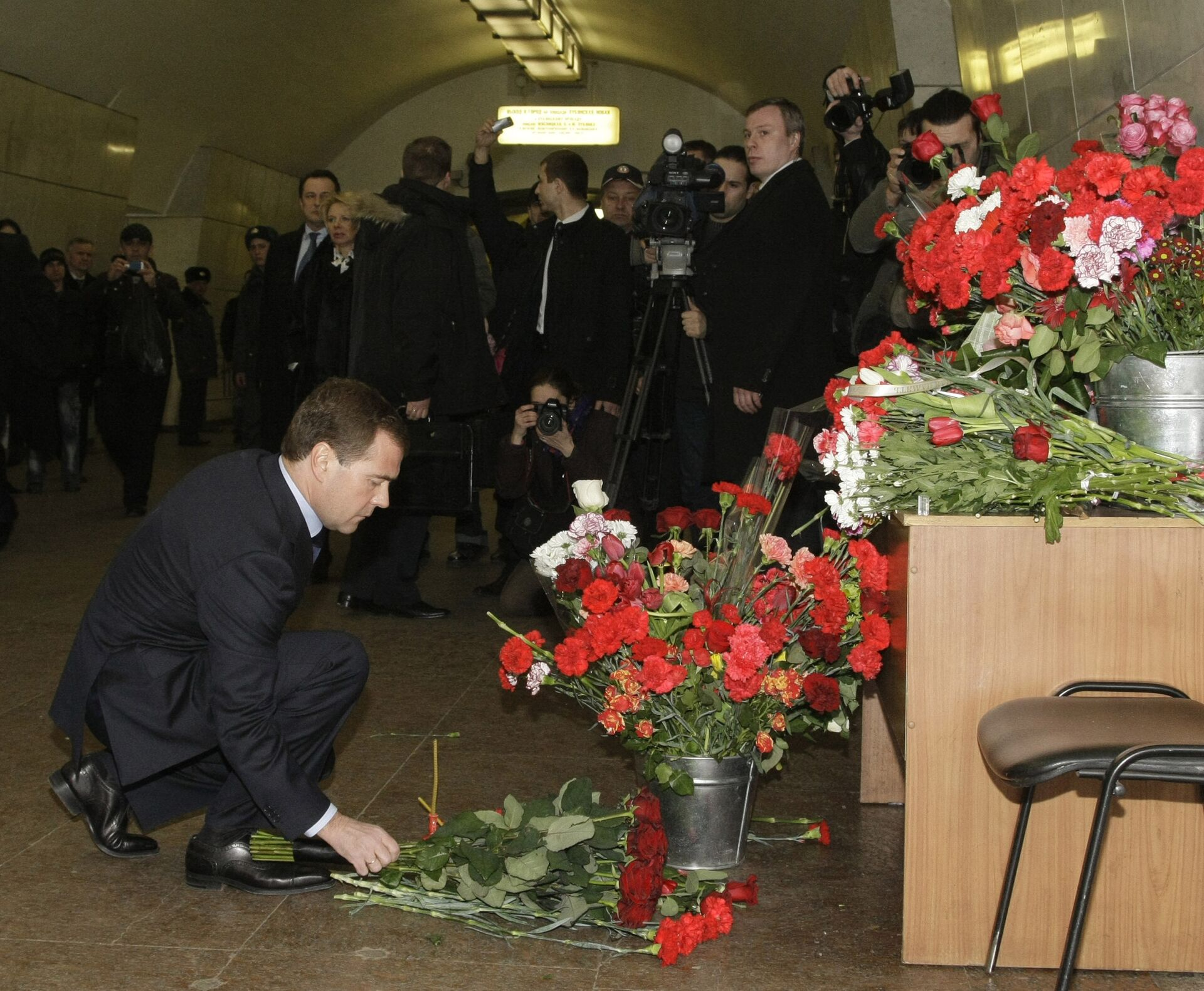
Dmitrij Medvegyev szövetségi elnök virágot helyez el a Lubjanka állomáson

2010. március 29-én két dagesztáni terrorista a Szokolnyicseszkaja (1-es) vonal két belvárosi állomásán is robbantottak. Az első támadás helyi idő szerint 7.56-kor történt Lubjanka állomáson, ami közvetlenül az orosz titkosszolgálati központ épülete mellett található. 8 óra 38 perckor újabb robbanás történt, ezúttal a Park Kulturi metróállomáson, ahol ezt követően pánik tört ki. A támadásokban összesen 40 ember halt meg, további 102-en megsebesültek.
Alekszandr Vasziljevics Bortnyikov a támadás napján nyilvánosságra hozta, hogy a vizsgálatok alapján hexogénnel töltött bombák robbantak az állomásokon
A vizsgálatok alapján itt is öngyilkos merénylők robbantottak.

### A 2014-es kisiklás
2014. július 15-én helyi idő szerint 8.40-kor egy ötkocsis 81–740/741 típusú (Ruszics) szerelvény három vagonja kisiklott a 3-as vonalon, a Park Pobedi állomás után 200 méterrel, a Szlavjanszkij Bulvar állomás felé haladva. A kisiklott szerelvény 70 km/h-ral haladt, a tragédia elkerülhetetlen volt: a balesetben 23 ember halt meg, a legtöbben az első kocsiban utaztak. További 217 ember megsérült, közülük 55-en súlyosan. Az érintett vonalszakaszt július 19-ig lezárták. A baleset következtében a metrótársaság vezetőjét, Ivan Szergejevics Beszegyint július 22-én leváltották, posztját Dmitrij Vlagyimirovics Pegov töltötte be.
A nyomozók megállapították, hogy egy terrorakciót teljesen ki lehet zárni, a baleset technikai hibából következett be. A helyszínen két héttel korábban egy új váltót építettek be, ami egy kapcsolódó alagúton át egy építkezési területhez vezetett volna. A váltó azonban még nem volt üzemben és még a jelzőhálózathoz sem volt hozzákötve, ezért le kellett volna zárni, hogy ne állítódhasson át, ehelyett csak egy egyszerű dróttal biztosították. A drót akár a vonatok által okozott vibráció miatt is megrongálódhatott, ezáltal a vonat alatt átállíthatta magát a kitérő. A baleset helyszíne előtt 30 méter hosszban a talpfákon karcolások voltak, ami arra utalnak, hogy a vonatból valami lelóghatott, vagy csak a kocsiba beleakadhatott, és ezt a vonat magával ránthatta. A roncsok között többé már nem lehetett megállapítani, hogy ez a tárgy pontosan mi volt. A váltók biztosításáért felelős két munkást letartóztatták.

## Fordítás
- ↑ Ford-en:  Ez a szócikk részben vagy egészben  a   Moscow Metro című angol Wikipédia-szócikk ezen változatának fordításán alapul.  Az eredeti cikk szerkesztőit annak laptörténete sorolja fel. Ez a jelzés csupán a megfogalmazás eredetét és a szerzői jogokat jelzi, nem szolgál a cikkben szereplő információk forrásmegjelöléseként.
- ↑ Ford-en-idővonal:  Ez a szócikk részben vagy egészben  az   Expansion timeline of the Moscow Metro című angol Wikipédia-szócikk ezen változatának fordításán alapul.  Az eredeti cikk szerkesztőit annak laptörténete sorolja fel. Ez a jelzés csupán a megfogalmazás eredetét és a szerzői jogokat jelzi, nem szolgál a cikkben szereplő információk forrásmegjelöléseként.
- ↑ Ford-de:  Ez a szócikk részben vagy egészben  a   Metro Moskau című német Wikipédia-szócikk ezen változatának fordításán alapul.  Az eredeti cikk szerkesztőit annak laptörténete sorolja fel. Ez a jelzés csupán a megfogalmazás eredetét és a szerzői jogokat jelzi, nem szolgál a cikkben szereplő információk forrásmegjelöléseként.
- ↑ Ford-ru:  Ez a szócikk részben vagy egészben  a(z)   Московский метрополитен című orosz Wikipédia-szócikk ezen változatának fordításán alapul.  Az eredeti cikk szerkesztőit annak laptörténete sorolja fel. Ez a jelzés csupán a megfogalmazás eredetét és a szerzői jogokat jelzi, nem szolgál a cikkben szereplő információk forrásmegjelöléseként.
- ↑ Ford-de-L4:  Ez a szócikk részben vagy egészben  a   Filjowskaja-Linie című német Wikipédia-szócikk ezen változatának fordításán alapul.  Az eredeti cikk szerkesztőit annak laptörténete sorolja fel. Ez a jelzés csupán a megfogalmazás eredetét és a szerzői jogokat jelzi, nem szolgál a cikkben szereplő információk forrásmegjelöléseként.
- ↑ Ford-ru-L11A:  Ez a szócikk részben vagy egészben  a(z)   Каховская линия című orosz Wikipédia-szócikk ezen változatának fordításán alapul.  Az eredeti cikk szerkesztőit annak laptörténete sorolja fel. Ez a jelzés csupán a megfogalmazás eredetét és a szerzői jogokat jelzi, nem szolgál a cikkben szereplő információk forrásmegjelöléseként.
- ↑ Ford-ru-L12:  Ez a szócikk részben vagy egészben  a(z)   Бутовская линия című orosz Wikipédia-szócikk ezen változatának fordításán alapul.  Az eredeti cikk szerkesztőit annak laptörténete sorolja fel. Ez a jelzés csupán a megfogalmazás eredetét és a szerzői jogokat jelzi, nem szolgál a cikkben szereplő információk forrásmegjelöléseként.
- ↑ Ford-en-L13:  Ez a szócikk részben vagy egészben  a   Moscow Monorail című angol Wikipédia-szócikk ezen változatának fordításán alapul.  Az eredeti cikk szerkesztőit annak laptörténete sorolja fel. Ez a jelzés csupán a megfogalmazás eredetét és a szerzői jogokat jelzi, nem szolgál a cikkben szereplő információk forrásmegjelöléseként.
- ↑ Ford-ru-inc1977:  Ez a szócikk részben vagy egészben  a(z)   Серия терактов в Москве (1977) című orosz Wikipédia-szócikk ezen változatának fordításán alapul.  Az eredeti cikk szerkesztőit annak laptörténete sorolja fel. Ez a jelzés csupán a megfogalmazás eredetét és a szerzői jogokat jelzi, nem szolgál a cikkben szereplő információk forrásmegjelöléseként.